# Géographie de l'Érythrée
La géographie de l'Érythrée est diversifiée, entre côte et hauts plateaux abyssins. Troisième plus grand pays (121 630 km2) de la Corne de l'Afrique après l'Éthiopie et la Somalie, l'Érythrée a une superficie comparable au Malawi ou à la Corée du Nord et s'étend sur 770 km du nord au sud et 350 km d'est en ouest (longueurs maximales). Bordée par la mer Rouge, avec les îles Dahlak, du nord-est au sud-est et par le détroit de Bab-el-Mandeb à l'extrême sud-est, ses pays avoisinants sont Djibouti à l'extrême sud-est, l'Éthiopie au sud et le Soudan à l'ouest et au nord-ouest. Les paysages érythréens sont composés d'une longue côte aride et sablonneuse étroite donnant sur les hauts plateaux du centre moins arides. Son point culminant est le mont Soira (3 018 mètres).
On distingue deux régions, le nord et le sud. Le nord plus grand, plus peuplé et centré sur Asmara, la capitale et ville la plus peuplée, et intègre les hauts plateaux et le port de Massaoua tandis que le sud est plus petit, moins peuplé, centré sur Assab et s'étend sur une bande côtière de 380 km de long et 60 km de large.

## Situation
L'Érythrée est bordée du nord-est au sud-est par la mer Rouge, au sud-est par Djibouti, au sud par l'Éthiopie et à l'ouest et au nord-ouest par le Soudan. Elle s'étend en latitude de 18°N à 12°20'N, ce qui lui confère une longueur nord-sud d'environ 770 km. Elle se situe entre 36°25'E à l'ouest et 43°10'E à l'est, sa largeur variant entre 350 km et 60 km.

## Géographie physique

### Relief et géomorphologie

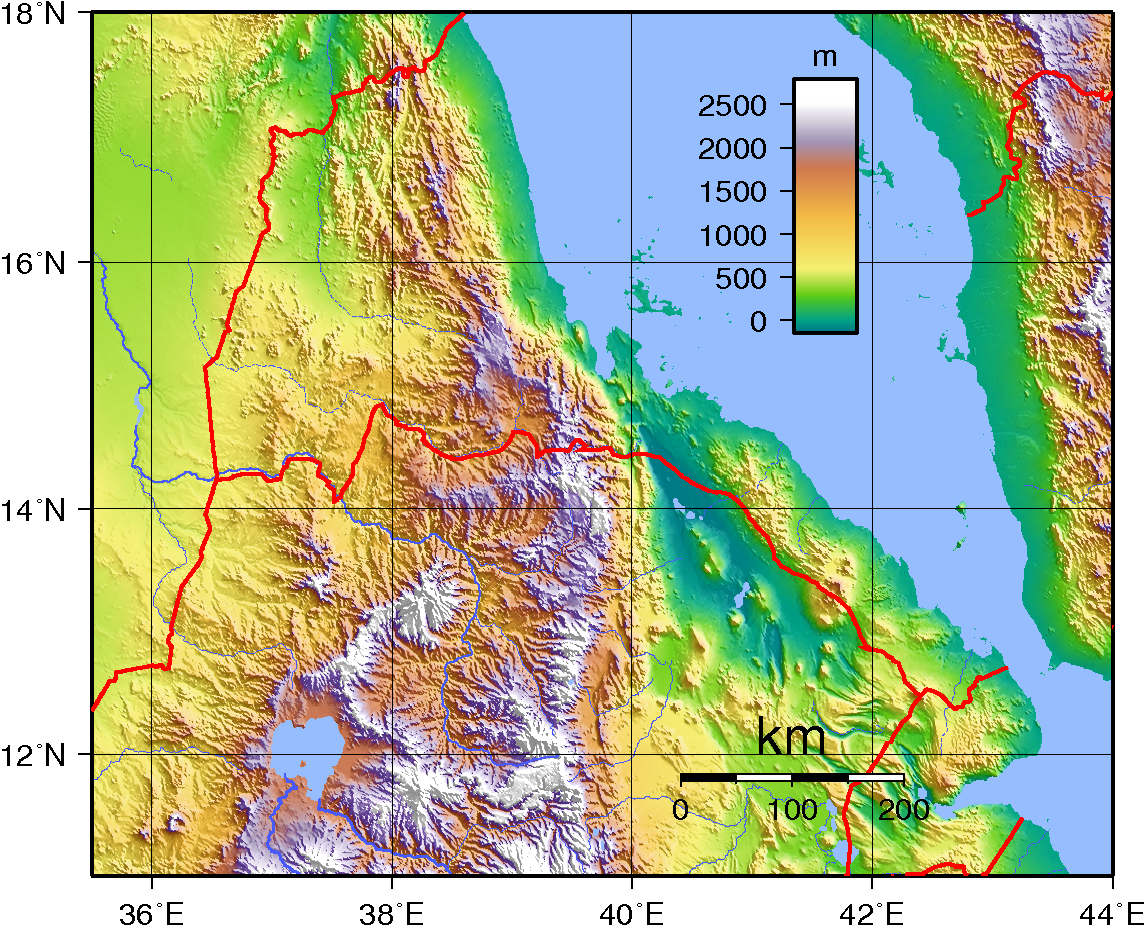
Topographie de l'Érythrée.

Le relief de l'Érythrée est diversifié, allant des hauts plateaux abyssins aux plaines littorales arides. Ce relief a un impact sur le climat, la végétation (en) et les activités humaines du pays, ce qui crée des zones propices à l'agriculture (en) et d'autres totalement inhospitalières. Le pays peut se diviser en trois régions distinctes : les hauts plateaux abyssins au centre, les basses terres occidentales et les plaines côtières sur la mer Rouge,.
Occupant une grande partie du territoire, du nord au sud, les hauts plateaux abyssins s'élèvent entre 1 800 et 2 500 mètres avec certains sommets atteignant les 3 000 mètres, comme le mont Soira, le point culminant, qui atteint les 3 018 mètres d'altitude. L'activité tectonique de la région, résultant de la séparation des plaques africaine et arabique, et l'érosion ont formé des vallées profondes et des montagnes escarpées ; certains sols fertiles sur les hauts plateaux abyssins favorisent même l'agriculture traditionnelle. Avec un climat tempéré et des températures plus douces que dans la reste du pays, une végétation de savane s'est implantée mais la déforestation (en) et l'érosion en font une végétation fragile.
Situées à l'ouest des hauts plateaux abyssins, à la frontière soudanaise, les basses terres occidentales ont une altitude principalement inférieure à 500 mètres. Ces basses terres sont un ensemble de plaines et de collines jouxtées à quelques endroits par des plateaux abyssins isolés. Tout comme les hauts plateaux, les basses terres sont sujettes à de l'agriculture, de l'élevage traditionnelle et au pastoralisme,,. Le climat semi-aride, avec plus de précipitations, couvre les basses terres d'une savane et de prairies aux sols sablonneux et limoneux.

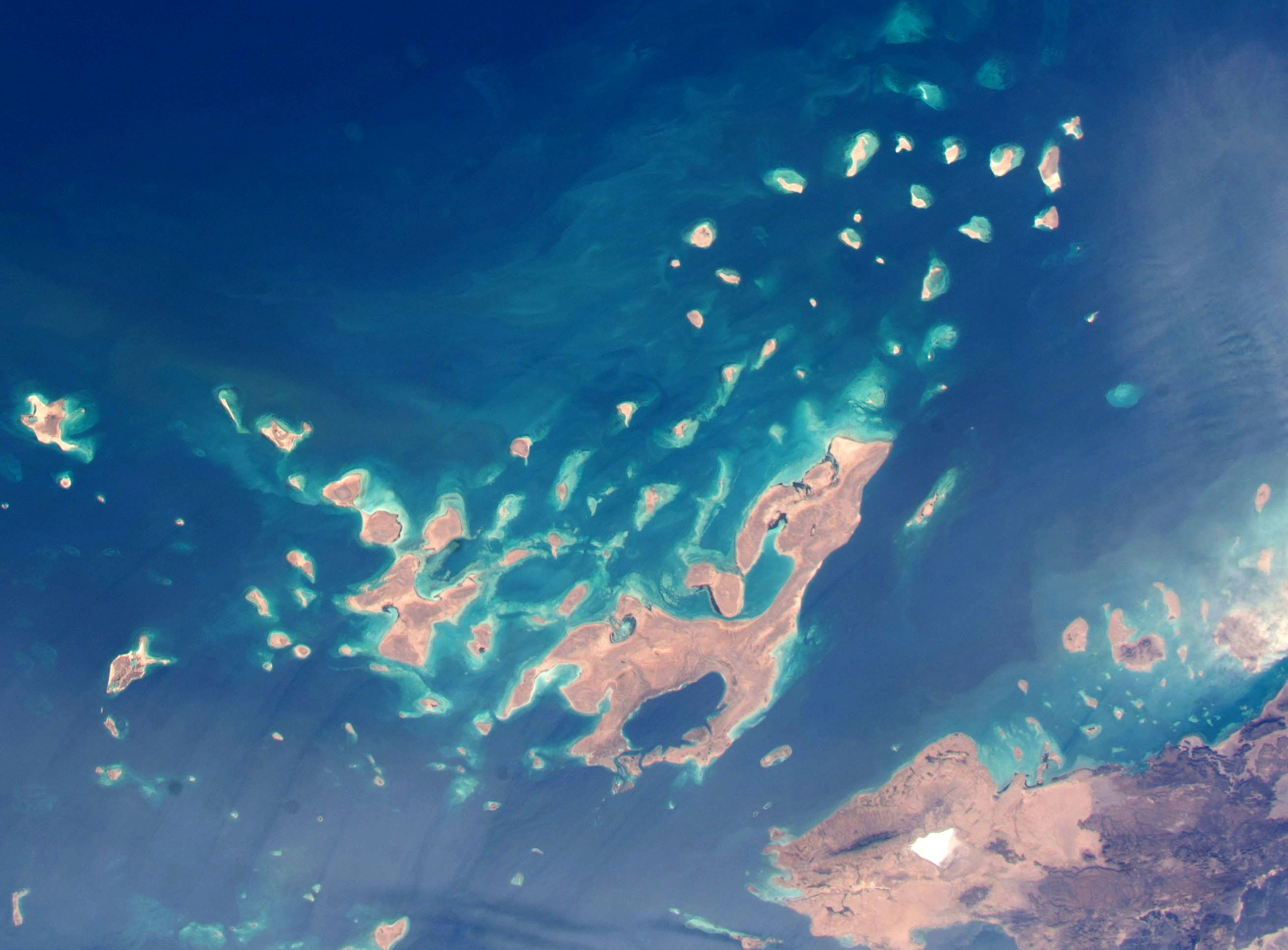
Vue aérienne de l'archipel des Dahlak.

Les côtes érythréennes, qui comprennent l'archipel volcanique des Dahlak, s'étendent sur plus de 1 200 km le long de la mer Rouge. Avec un climat très aride et chaud, la végétation est presque inexistante dans cette région du pays, les températures dépassant souvent les 40°C en été. C'est notamment dans cette région, influencée par le rift est-africain, qu'on y retrouve le point le plus bas du pays, le lac Kulul, situé 70 ou 75 mètres sous le niveau de la mer et faisant partie d'un réseau de dépressions salines.

### Hydrologie

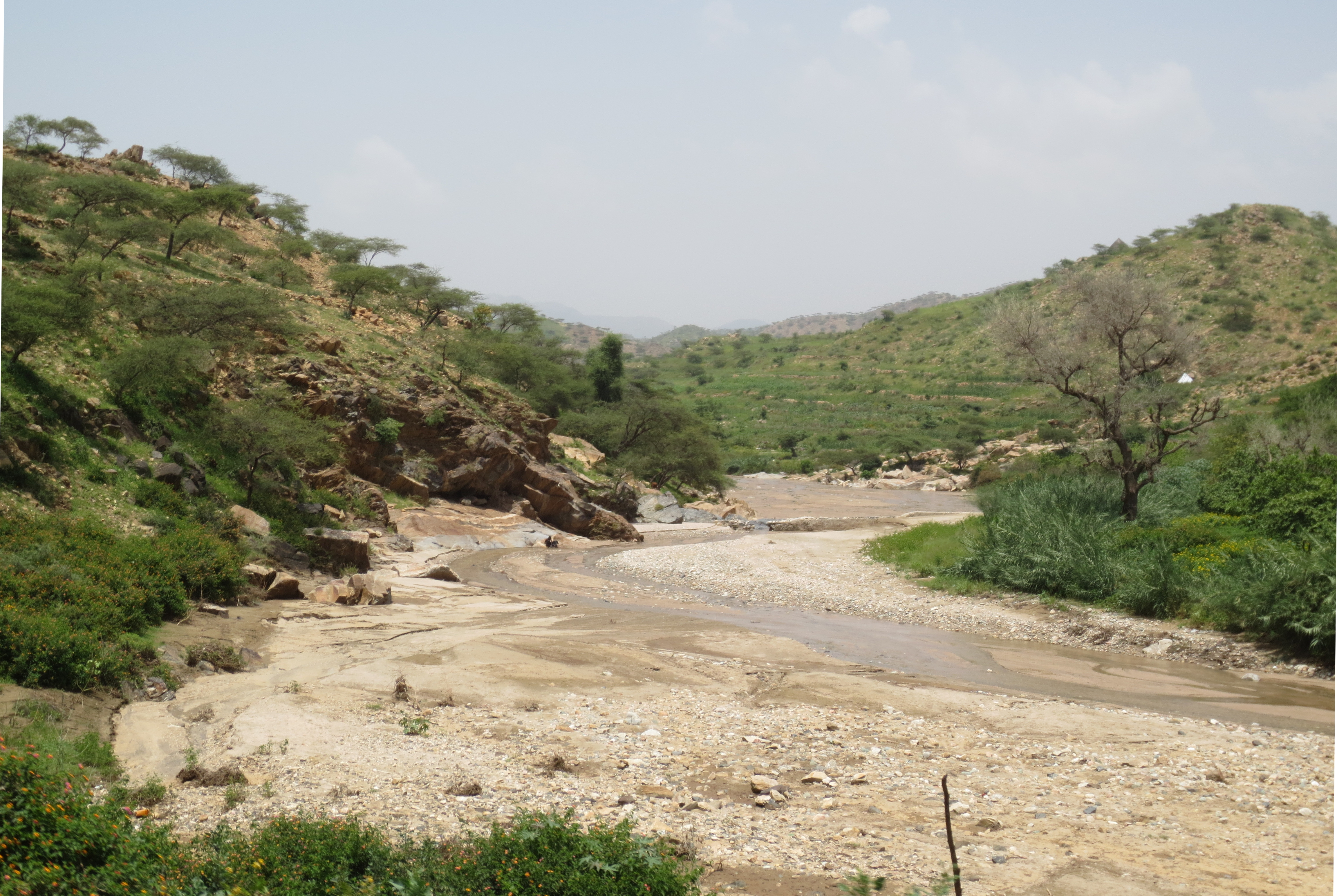
La rivière Anseba.

L'Érythrée ne compte aucun cours d'eau permanents, phénomène accru par un climat généralement aride et semi-aride sur tout le territoire. Les rivières qui coulent dans les vallées du pays sont saisonnières, certaines se jetant dans des lacs temporaires ou sont endoréiques ; outre ce bassin intérieur endoréique, les rivières à l'ouest rejoignent le bassin du Nil, les autres rejoignant directement ou indirectement la mer Rouge. Parmi les principaux cours d'eau, l'Anseba (en), la Barka, la Gash et la Setit. Ces cours d'eau saisonniers sont appelés des oueds et peuvent provoquer des crues soudaines. Ces cours d'eau jaillissent des hauts plateaux abyssins dont les nappes phréatiques sont gorgées d'eau pendant la saison des pluies. Certains oueds se jettent dans la mer Rouge, créant des mangroves à leurs embouchures.
Pour irriguer les terres et sécuriser l'approvisionnement en eau potable, les lacs temporaires, pour certains salins, ne suffisaient pas et le gouvernement a construit plusieurs lacs artificiels avec des barrages ou de simples retenues d'eau, et ce depuis l'Antiquité. Pour faciliter l'approvisionnement en eau potable, le pays envisage l'exploitation du dessalement de certains lacs ou de l'eau de mer.

### Climat

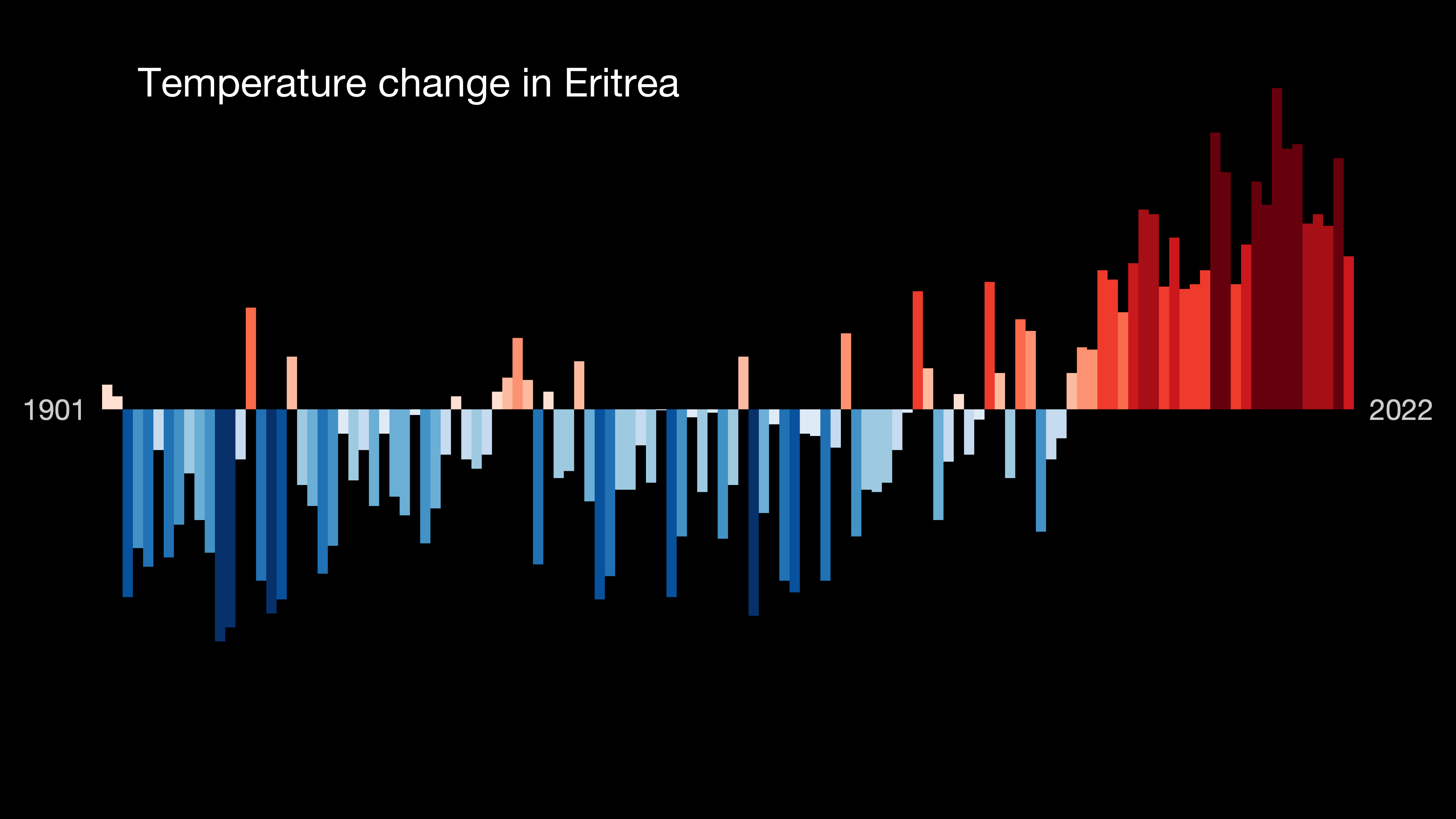
Ce graphique « Show Your Stripes » d'Ed Hawkins, professeur à l'Université de Reading au Royaume-Uni, permet de montrer le changement des températures en Érythrée.

Qu'il s'agisse de sa géographie physique ou de son climat, l'Érythrée peut être découpée en trois régions : les hauts plateaux abyssins (dega, ደጋ en tigrina), les basses terres occidentales (weyna dega) et les côtes (quolla). Elles ont toutes un climat particulier. La côte connait un climat désertique chaud et aride, les températures dépassant régulièrement les 40°C en été et de faibles précipitations, en dessous des 200 mm par an. Sa particularité, c'est son taux d'humidité élevé dans l'air en raison de sa proximité avec la mer Rouge à l'est. Les hauts plateaux abyssins sont sujets, quant à eux, à un climat tempéré et subtropical avec des températures plus douces tout le long de l'année, comprises entre 15°C et 25°C. La saison des pluies (la keremti, la hagay pour la saison sèche), s'étalant de juin à septembre, en fait la région d'Érythrée recevant le plus de précipitations à l'année avec une pluviométrie de 800 à 1 000 mm par an. Enfin, les terres basse occidentales, situées près du Soudan, subissent les température d'un climat semi-aride supérieures à 30°C ; les précipitations sont plus nombreuses que sur les côtes mais moindre que sur les hauts plateaux et les sécheresses sont fréquentes.
Ce climat entraine souvent des problèmes sociétaux, surtout dans les régions subissant une aridité élevée, à cause du surpâturage et de la déforestation, entre autres, mettant en péril le pastoralisme essentiel dans certaines régions du pays,,,.

### Faune et flore
La faune érythréenne est très diversifiée en raison de sa géographie mêlant des plaines, des montagnes et des côtes avec un archipel possédant une des faunes marines les plus riches en biodiversité. Beaucoup des espèces présentent dans le pays sont menacées, soit de manière générale du fait des changements climatiques, soit directement de menaces anthropiques.

Mammifères terrestres
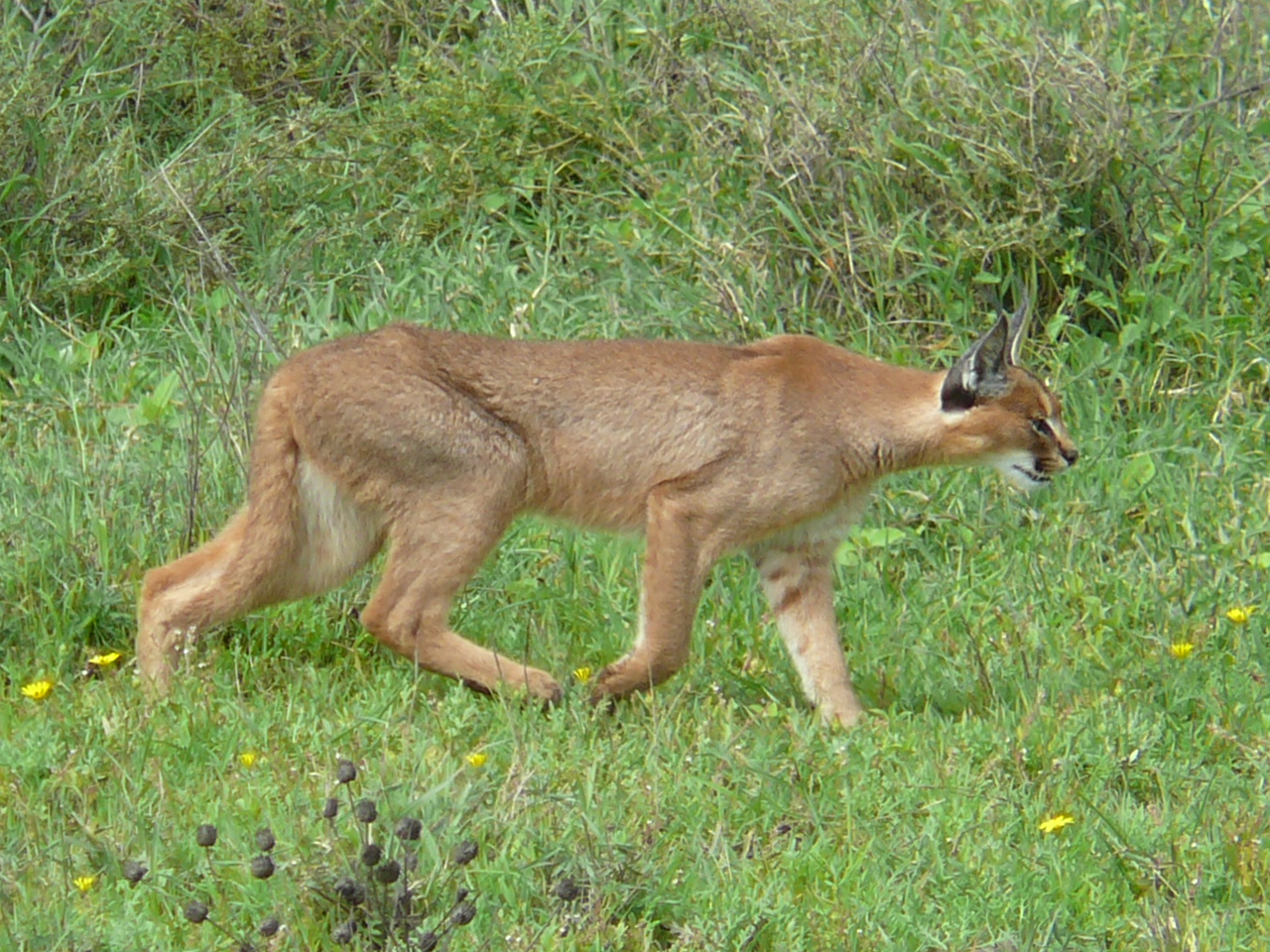
Caracal.
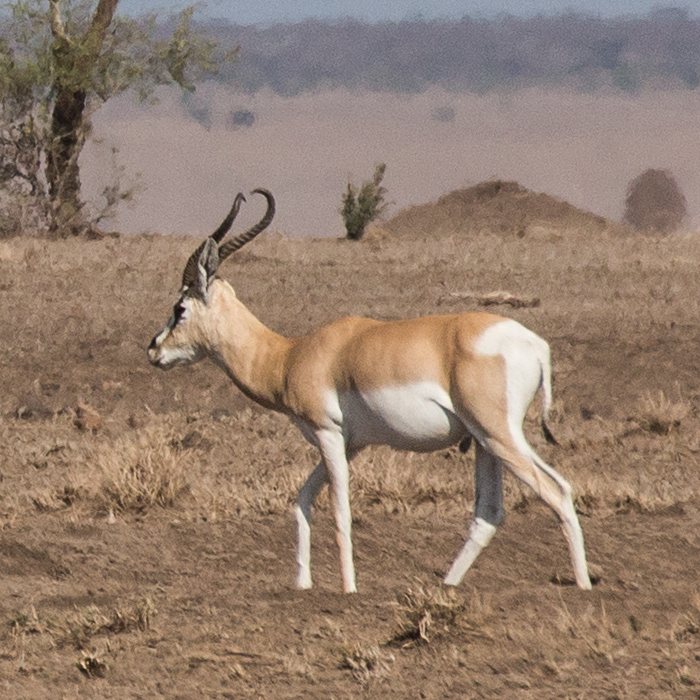
Gazelle de Sömmering.
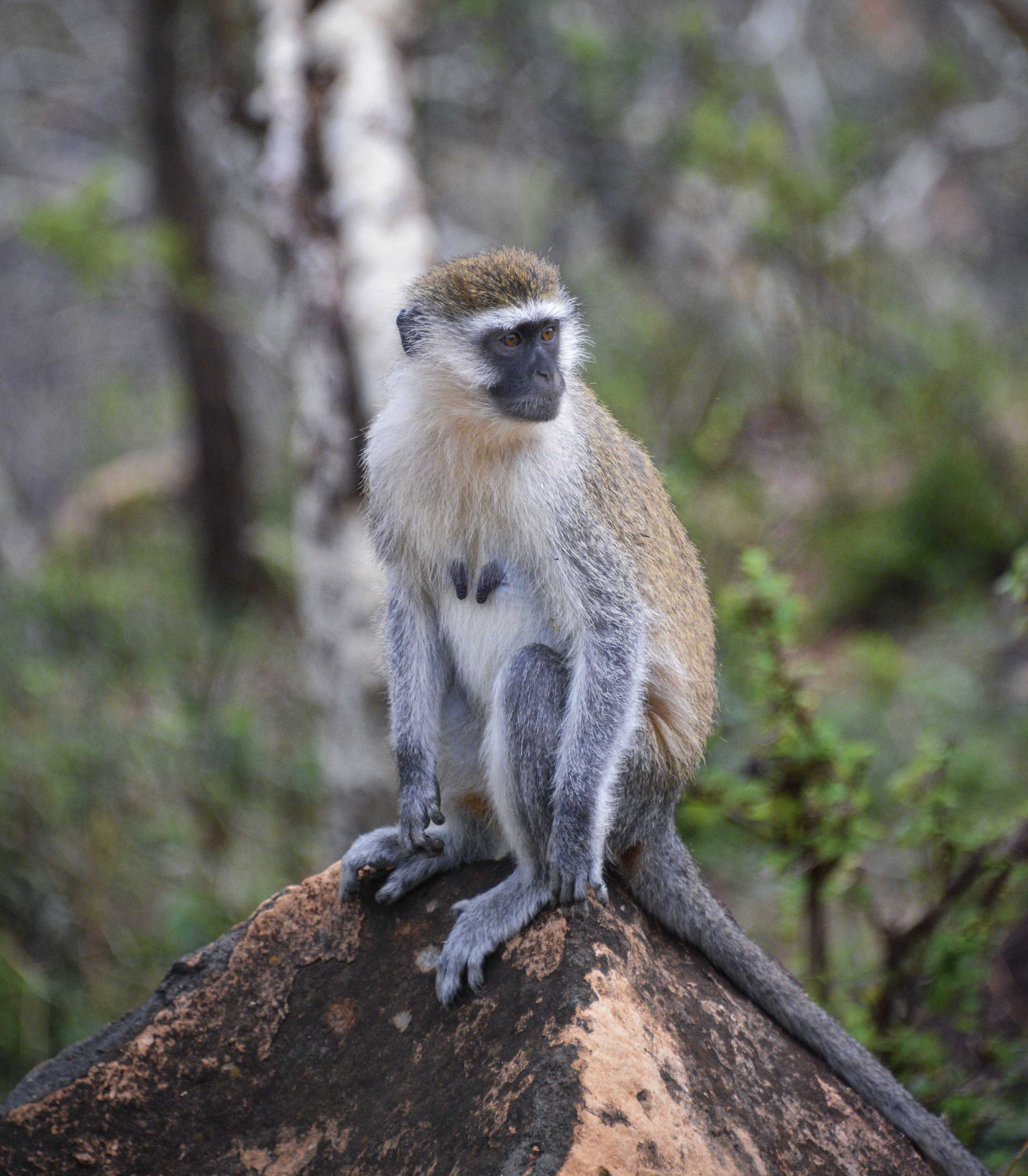
Grivet.

Parmi les mammifères terrestres, certains sont des prédateurs comme le léopard d'Afrique, la hyène tachetée et le caracal, d'autres sont herbivores dont la gazelle de Sömmering, l'oryx beïsa, le dik-dik de Salt et le phacochère commun. La présence de certains grands singes rend la faune majestueuse, avec notamment le babouin hamadryas et le grivet. D'autres mammifères étaient présents abondamment dans le passé mais sont plus rares à observer à cause de la chasse et du braconnage, c'est le cas du lion d'Afrique ou de l'éléphant de savane d'Afrique.

Avifaune
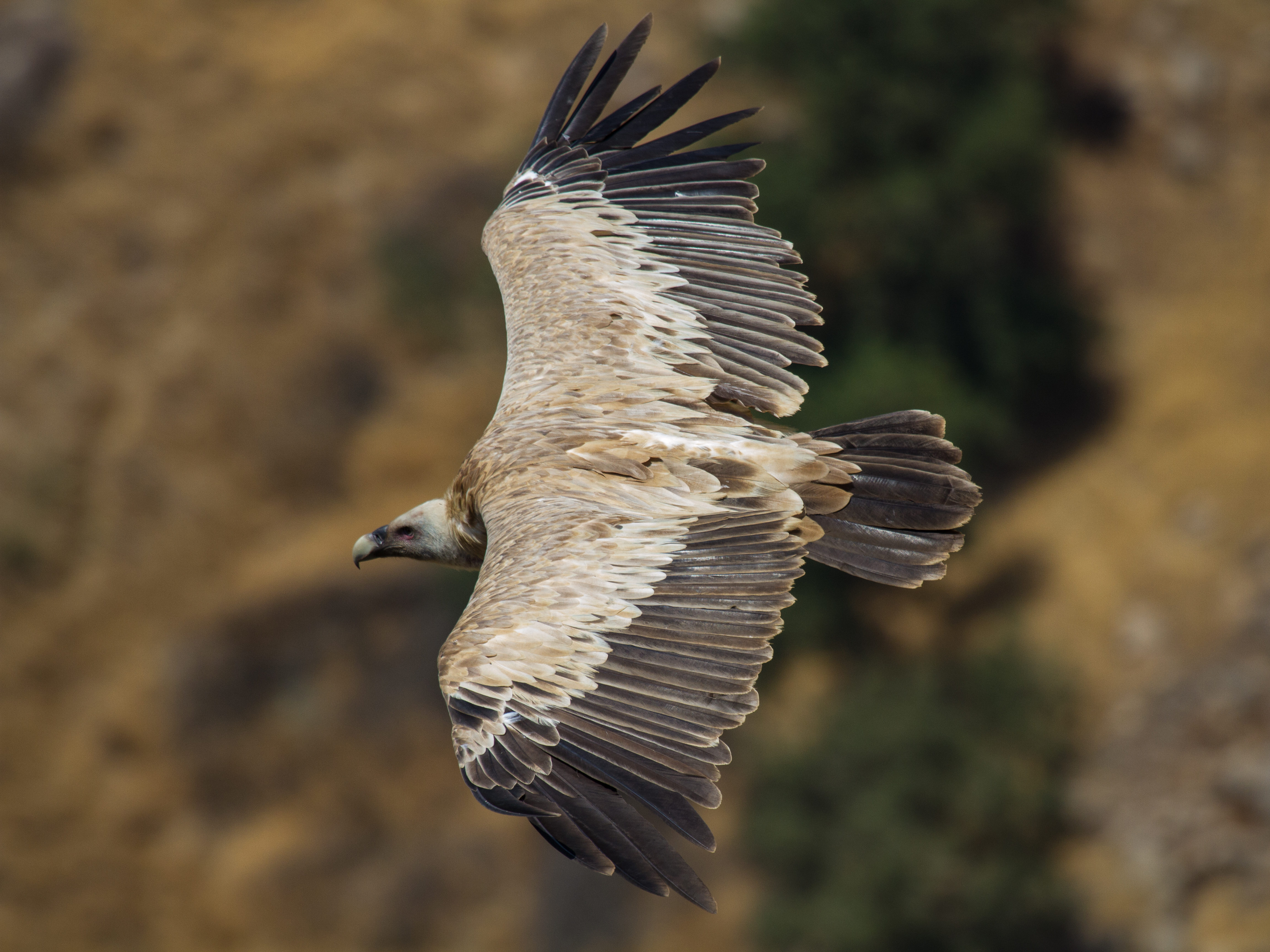
Vautour chauve.
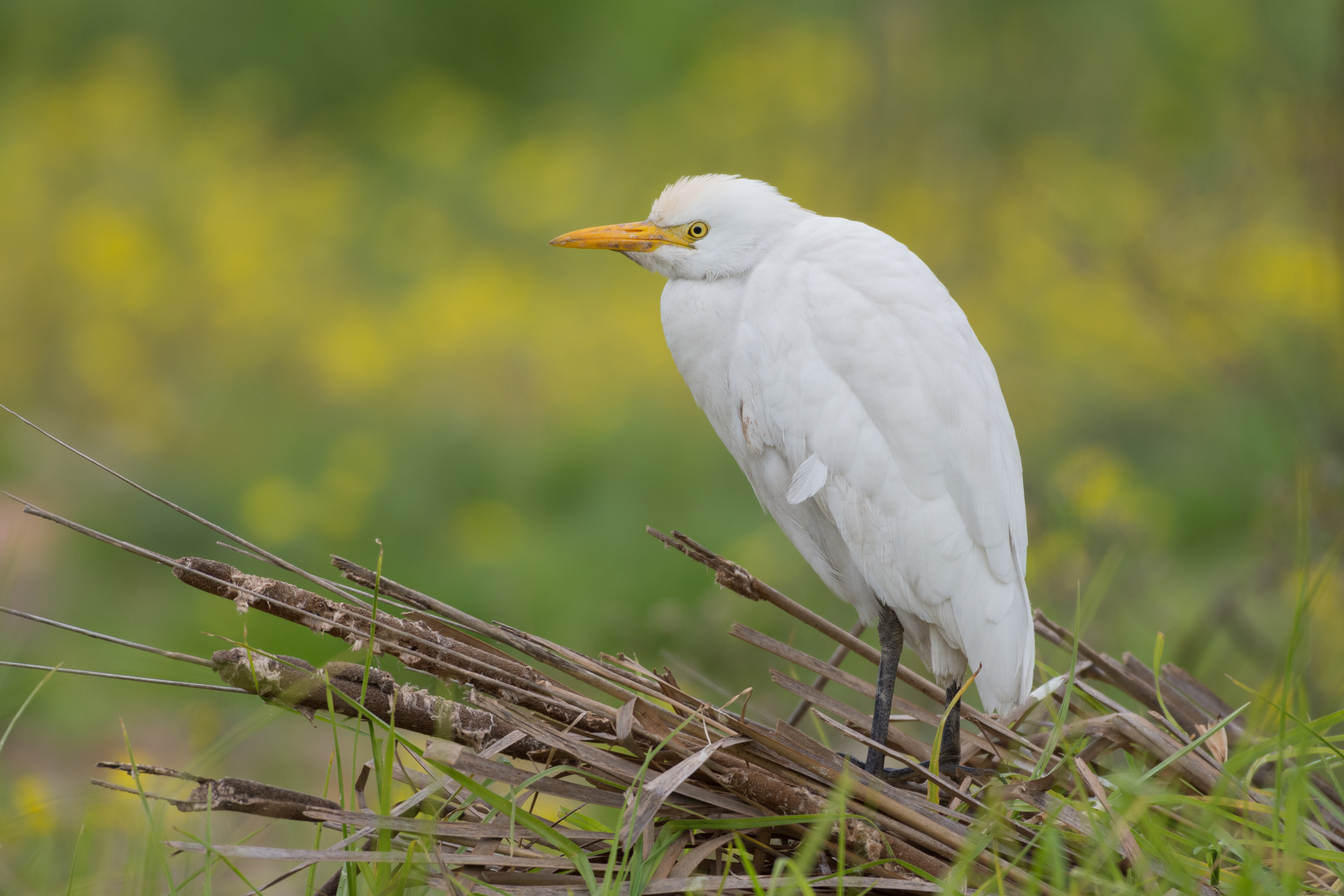
Héron garde-bœufs.
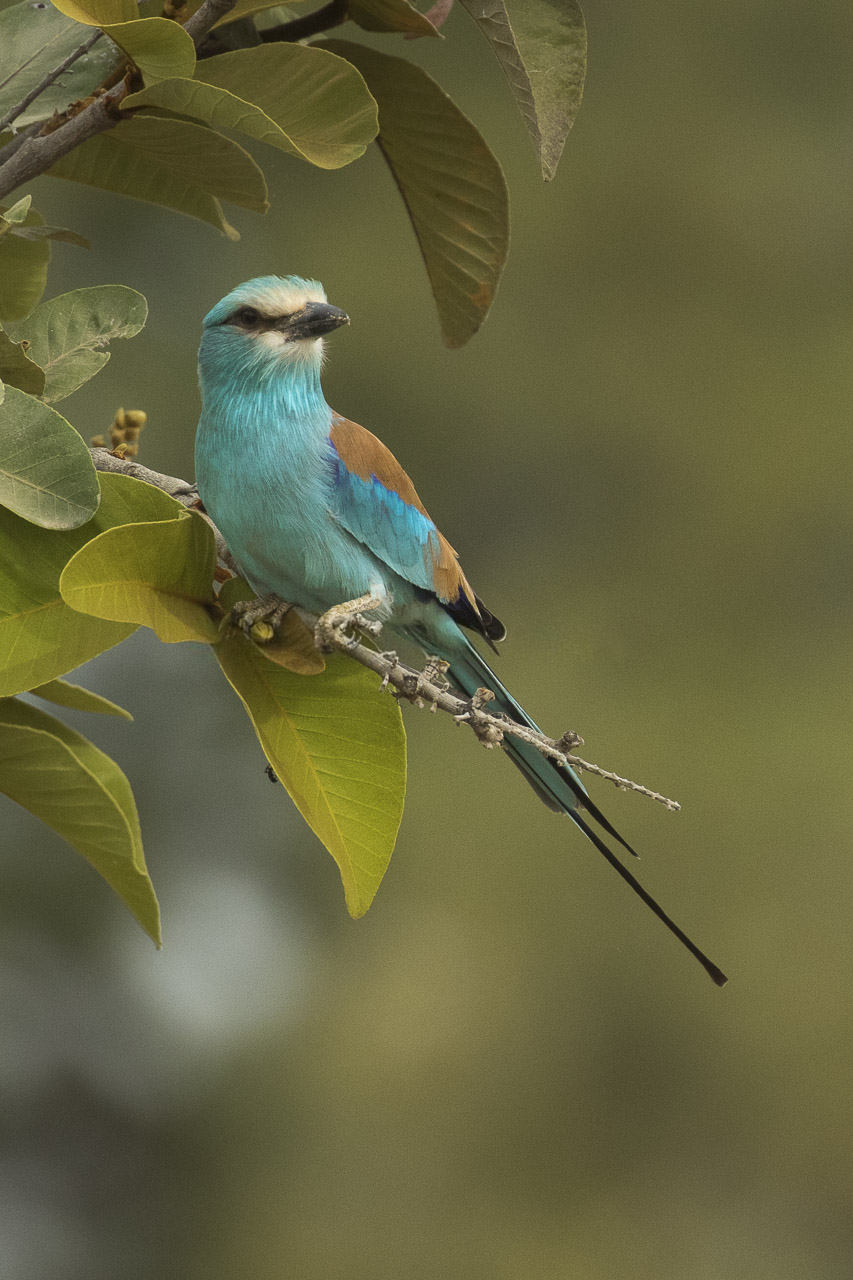
Rollier d'Abyssinie.

Son avifaune est tout aussi riche du fait d'être sur le passage de nombreuses migrations d'espèces d'oiseaux. Parmi eux, il y a des oiseaux de proies comme l'aigle ravisseur, le vautour chauve ou le faucon crécerelle et d'autres sont aquatiques et se retrouveront sur les côtes et les îles de l'archipel des Dahlak dont le flamant rose, le pélican blanc et le héron garde-bœufs. D'autres espèces sont plus courantes et réparties sur tout le territoire : l'autruche d'Afrique, le rollier d'Abyssinie ou le martin-chasseur strié.

Faune marine
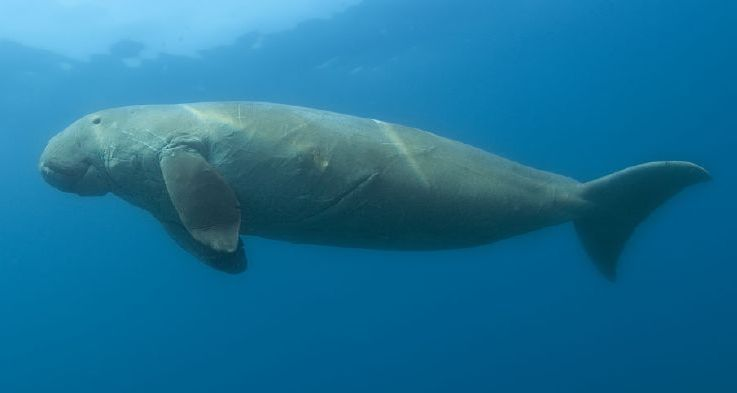
Dugong.
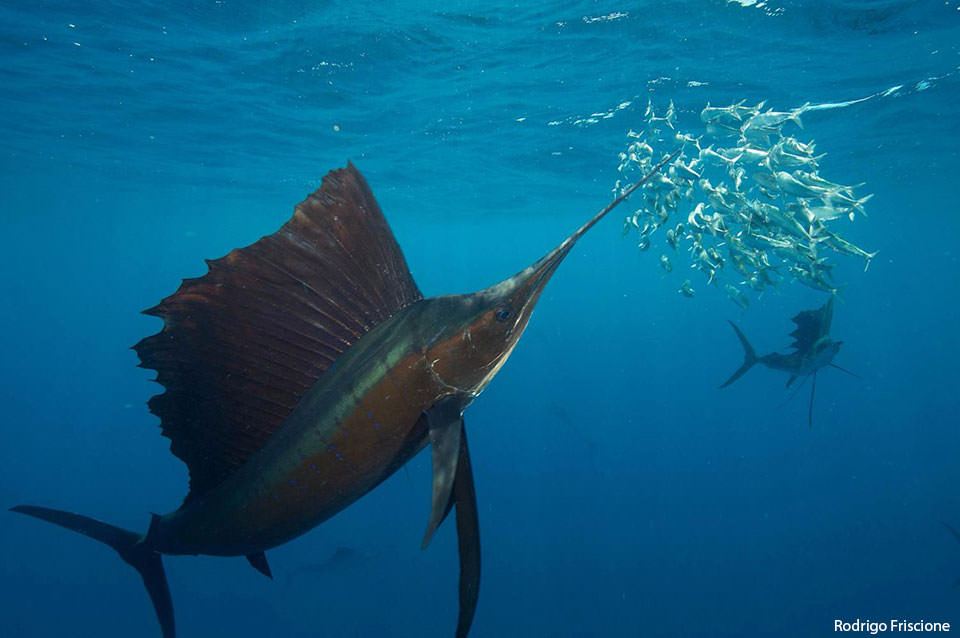
Voilier de l'Indo-Pacifique.
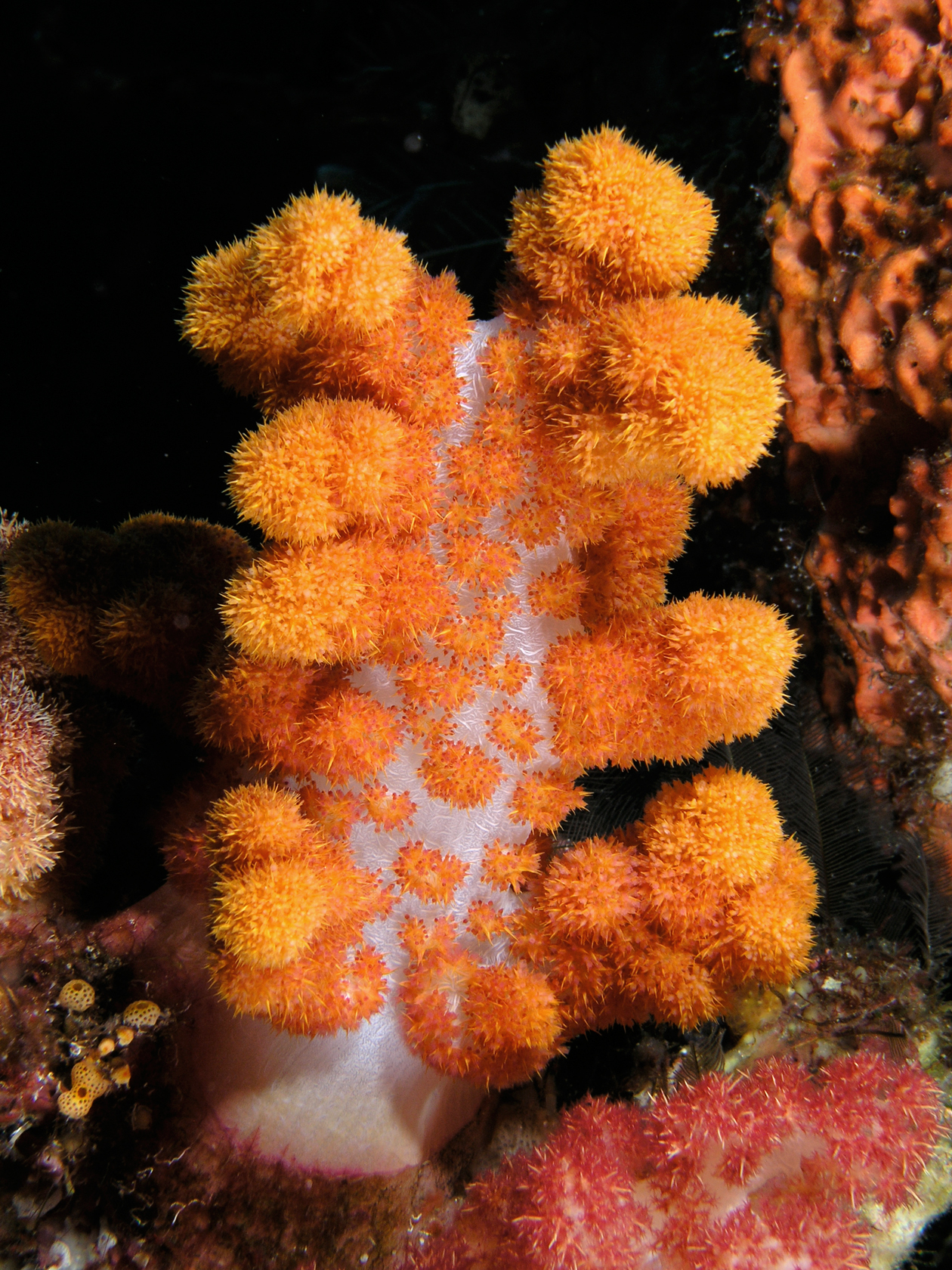
Dendronephthya.
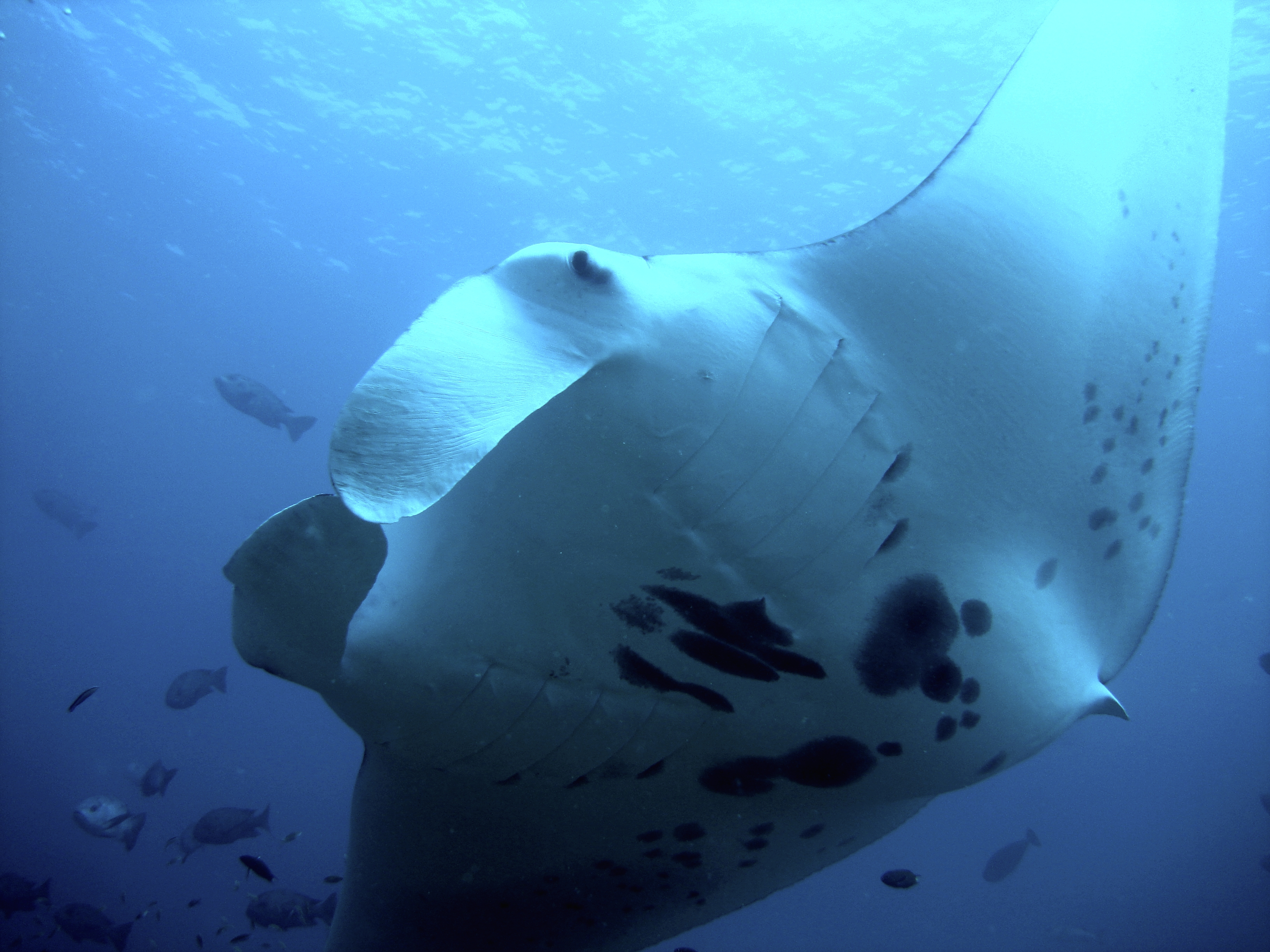
Raie manta de récif.
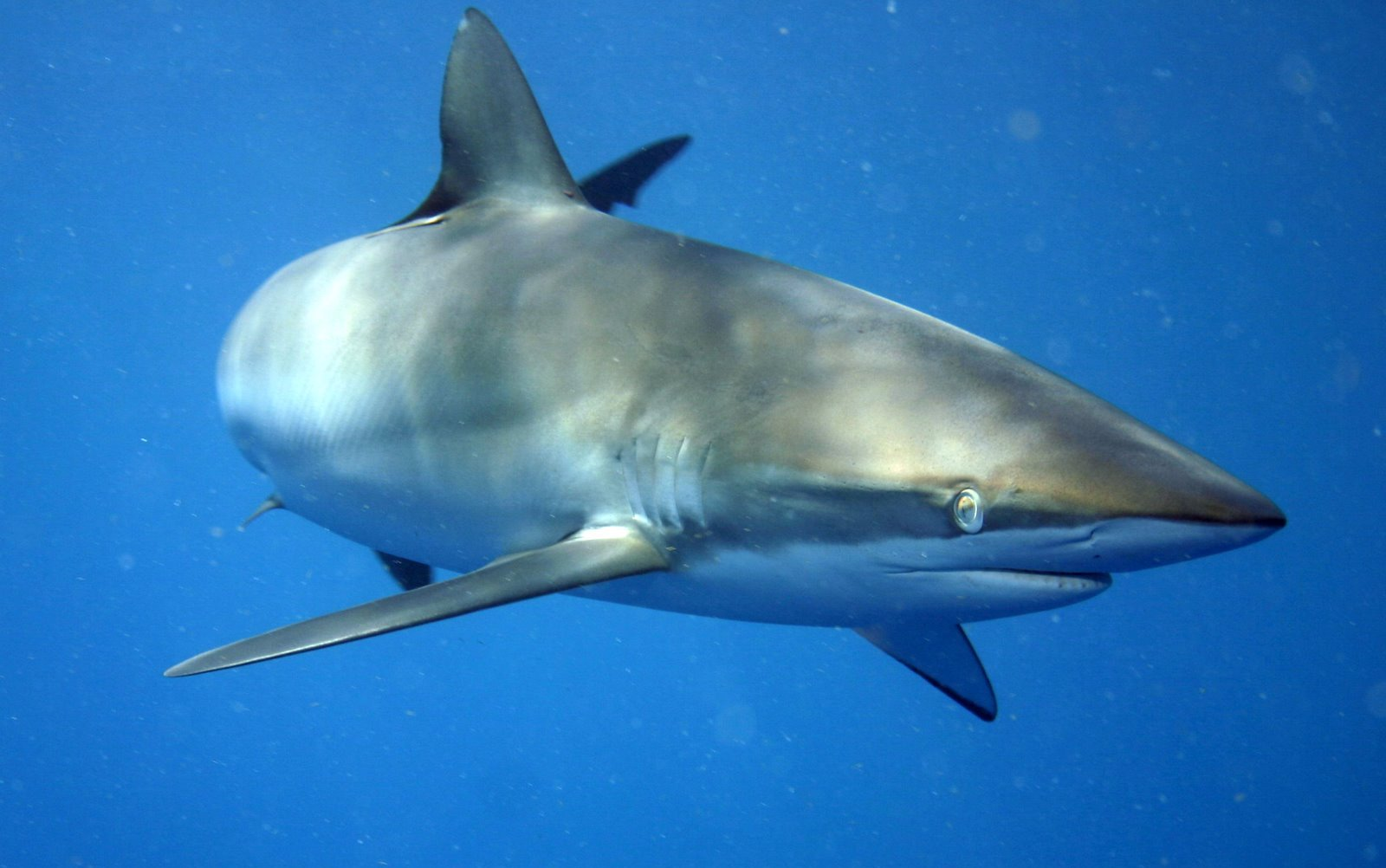
Requin soyeux.

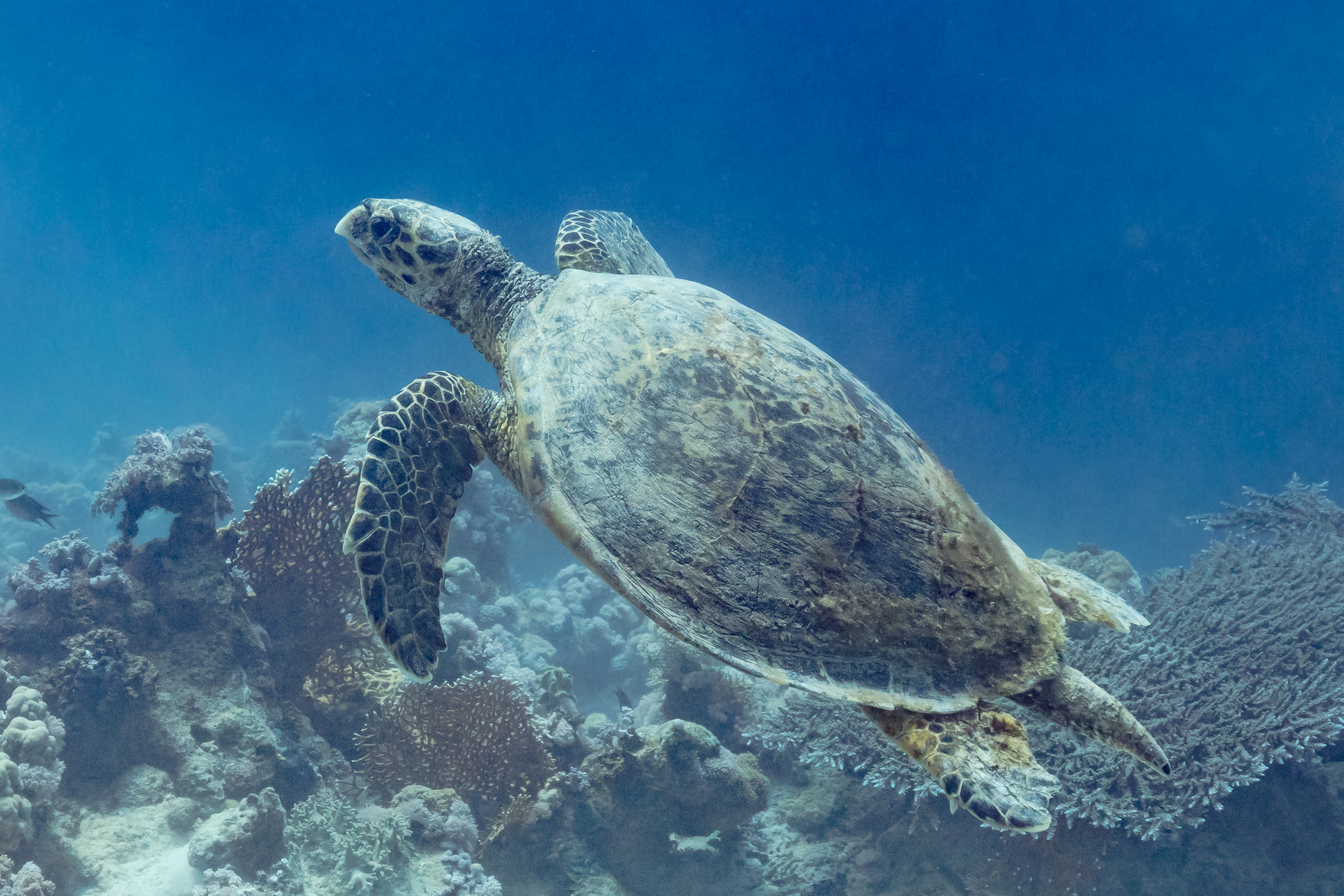
Une tortue imbriquée dans le parc national Ras Mohammed, en Égypte, en mer Rouge.

Les eaux de la mer Rouge sont, elles, très poissonneuses et riches en biodiversité, notamment autour de l'archipel des Dahlak. De nombreux mammifères marins s'y retrouvent dont le dauphin à long bec, le dugong qui est menacé et le rorqual de Bryde. En ce qui concerne les poissons et les invertébrés, ce sont plusieurs centaines d'espèces de poissons qui ont été répertoriées dans les eaux érythréennes sans compter les différents coraux, raies et requins. Pour les poissons, il y a le poisson-clown à deux bandes en ce qui concerne les poissons de récif, le voilier de l'Indo-Pacifique pour les poissons pélagiques et le mérou géant pour les poissons carnassiers. Pour les coraux, il y a le corail dendronephthya et pour les raies, la raie manta de récif. Enfin, les requins sont répartis en trois catégories, les requins de récif, pélagiques et de grande taille dont, respectivement, le requin-corail, le requin soyeux et le requin-baleine. Il faut aussi noter la présence de certaines tortues qui viennent pondre sur les côtes du pays comme la tortue verte et la tortue imbriquée.

Reptiles et amphibiens
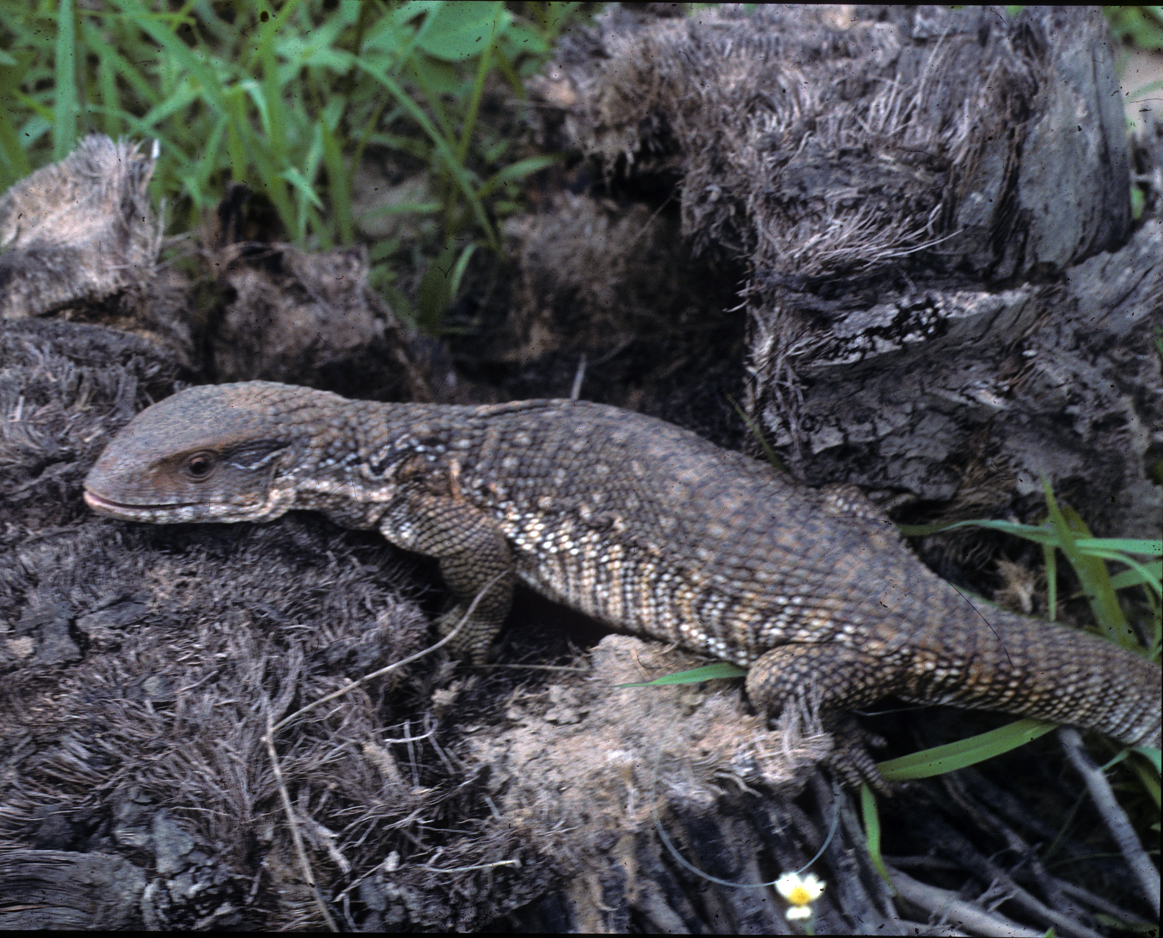
Varan des savanes.
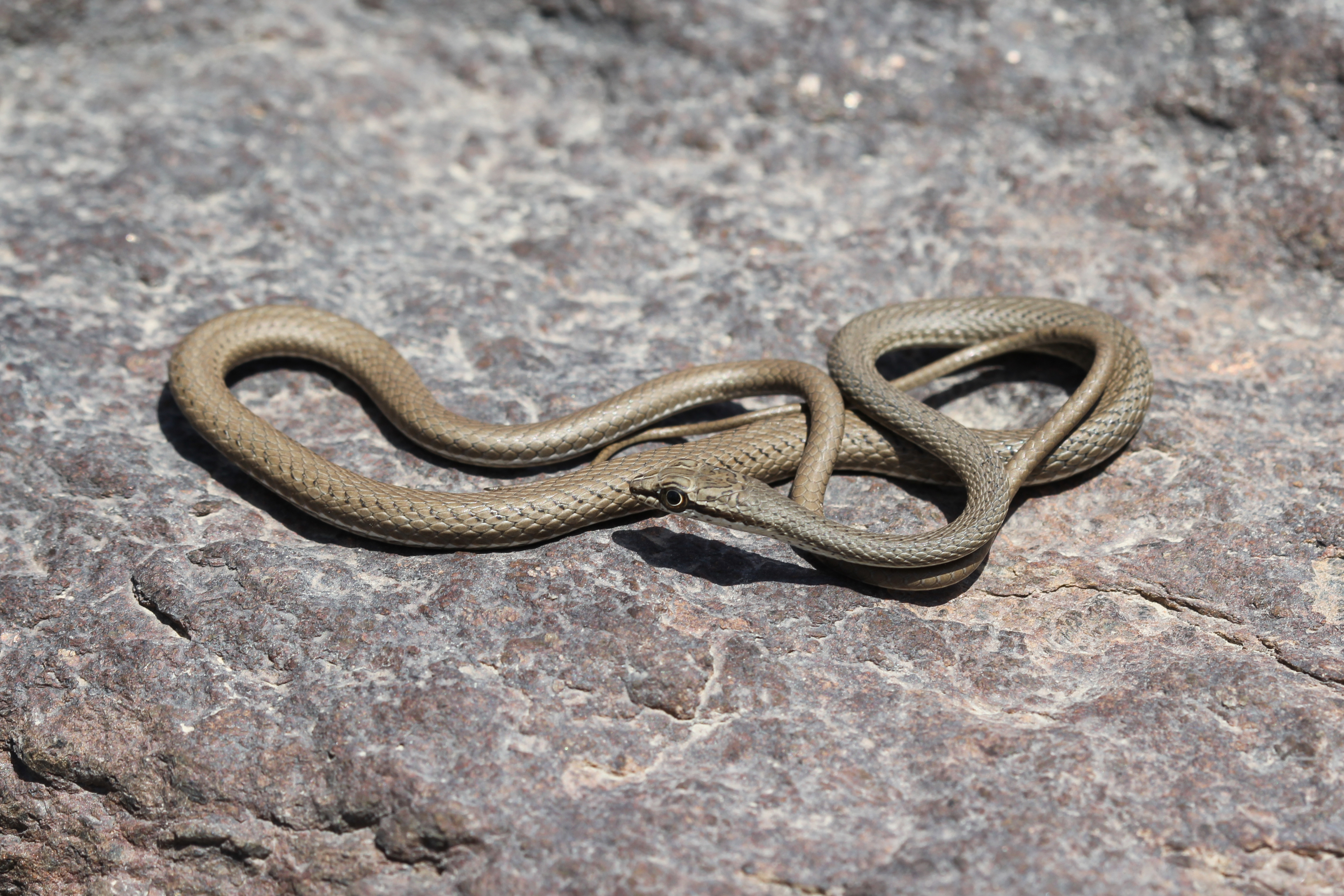
Couleuvre de Forsskal.
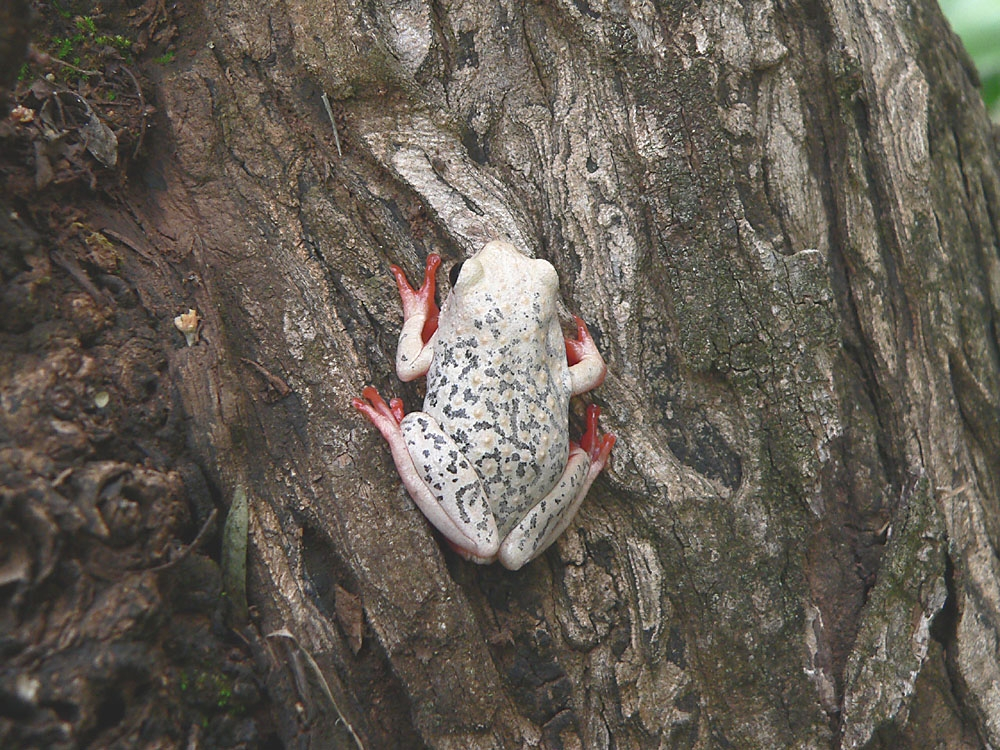
Hyperolius viridiflavus.

Les reptiles seront des varans comme celui des savanes et des serpents, venimeux ou non, comme la couleuvre de Forsskal ou le cobra égyptien. Les amphibiens sont eux moins présents sur le territoire, bien que certaines espèces de crapauds et de grenouilles parviennent à trouver refuge dans certaines zones humides. C'est le cas de Sclerophrys regularis et de Hyperolius viridiflavus. Une grenouille fouisseuse, Hemisus marmoratus, est aussi présente.

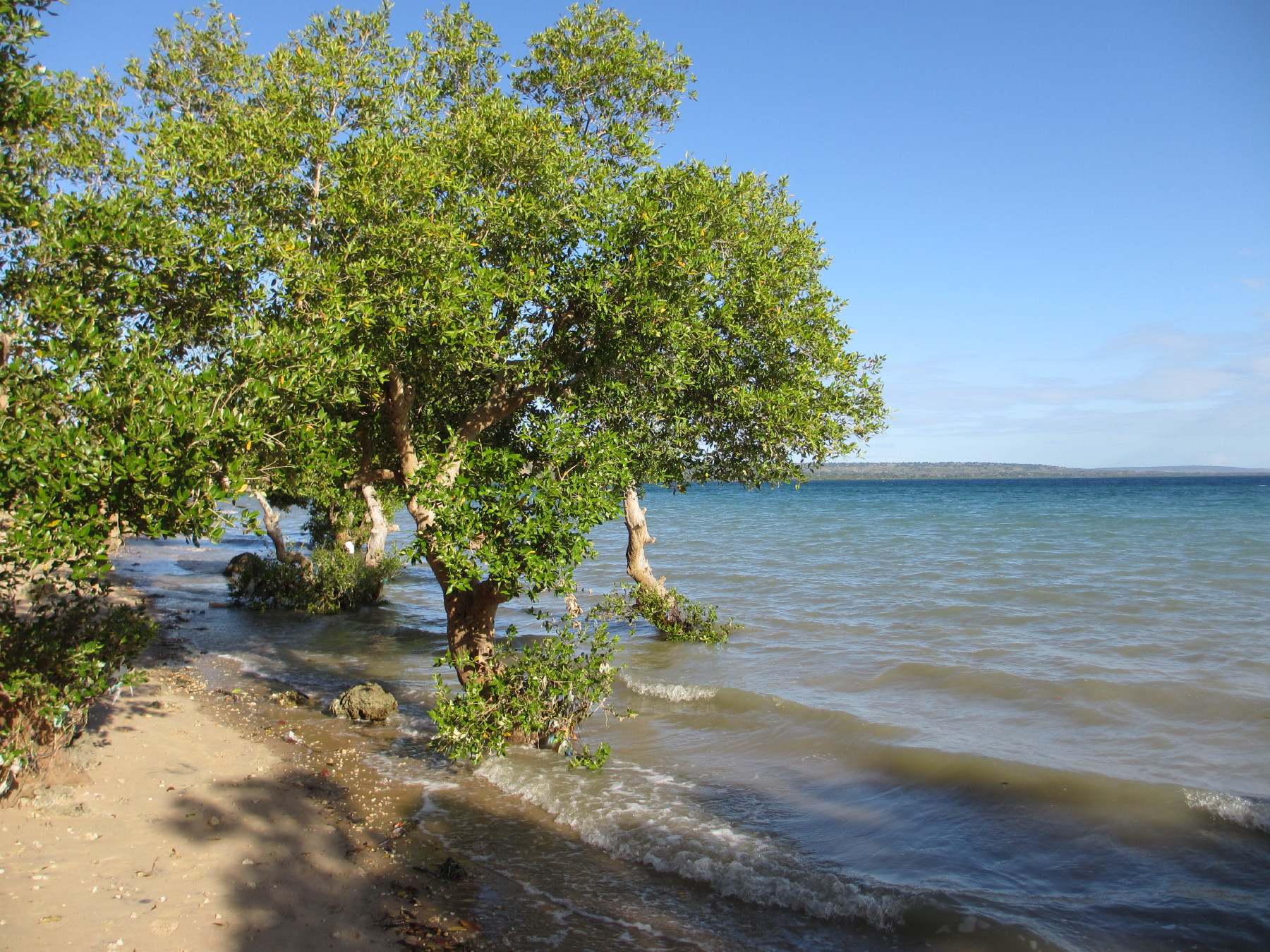
Une Avicennia marina au Mozambique, la même que sur les côtes de l'Érythrée.

La flore est tout aussi diversifiée du fait des différentes régions climatiques qui composent le pays. Sur la côte, c'est une végétation côtière adaptée aux sols salins qui pousse tandis que les mangroves sont les seuls arbres à savoir pousser, surtout présents dans l'embouchure de la Barka et près de la ville portuaire de Massaoua. Parmi ces mangroves, il y a Avicennia marina. Dans les plaines arides de l'ouest du pays, l'acacia faux-gommier et la Commiphora africana sont assez répandus tandis que la savane érythréenne sera composée de grands acacias tel que le gommier rouge. C'est finalement dans les forêts des hauts plateaux abyssins qu'une flore plus abondante se fera remarquer avec par exemple le genévrier d'Afrique et Olea europaea. Les populations locales utilisent certaines plantes à des fins médicinales. Il y a aussi quelques plantes endémiques comme l'arbre de corail d'Abyssinie.

### Environnement
L'environnement érythréen est rendu fragile pour plusieurs raisons, de la désertification naturelle et anthropique à la gestion des ressources en eau ou encore la déforestation. Mais le pays commence doucement à faire des efforts pour préserver sa biodiversité, notamment en mettant en place des techniques agricoles plus durables et en sensibilisant les populations locales.
L'un des problèmes environnementaux les plus critiques du pays est sans doute la désertification et l'érosion des sols. Le changement climatique provoque une diminution des précipitations et une augmentation des températures moyennes sur tout le territoire tandis que le surpâturage et certaines pratiques agricoles épuisent les sols et détruisent la biodiversité. Ce problème ne concerne pas uniquement l'Érythrée mais bien toute la bande du Sahel ; c'est ainsi que la Grande muraille verte a vue le jour lors de la septième session de la conférence des chefs d'États et des gouvernements membres de la communauté des États sahélo-sahariens. La côte n'est pas épargnée avec l'érosion éolienne et hydrique, qui touche également les hauts plateaux abyssins. Ces problèmes engendrent une baisse des rendements agricoles, provoquant une insécurité alimentaire et un exode rural.

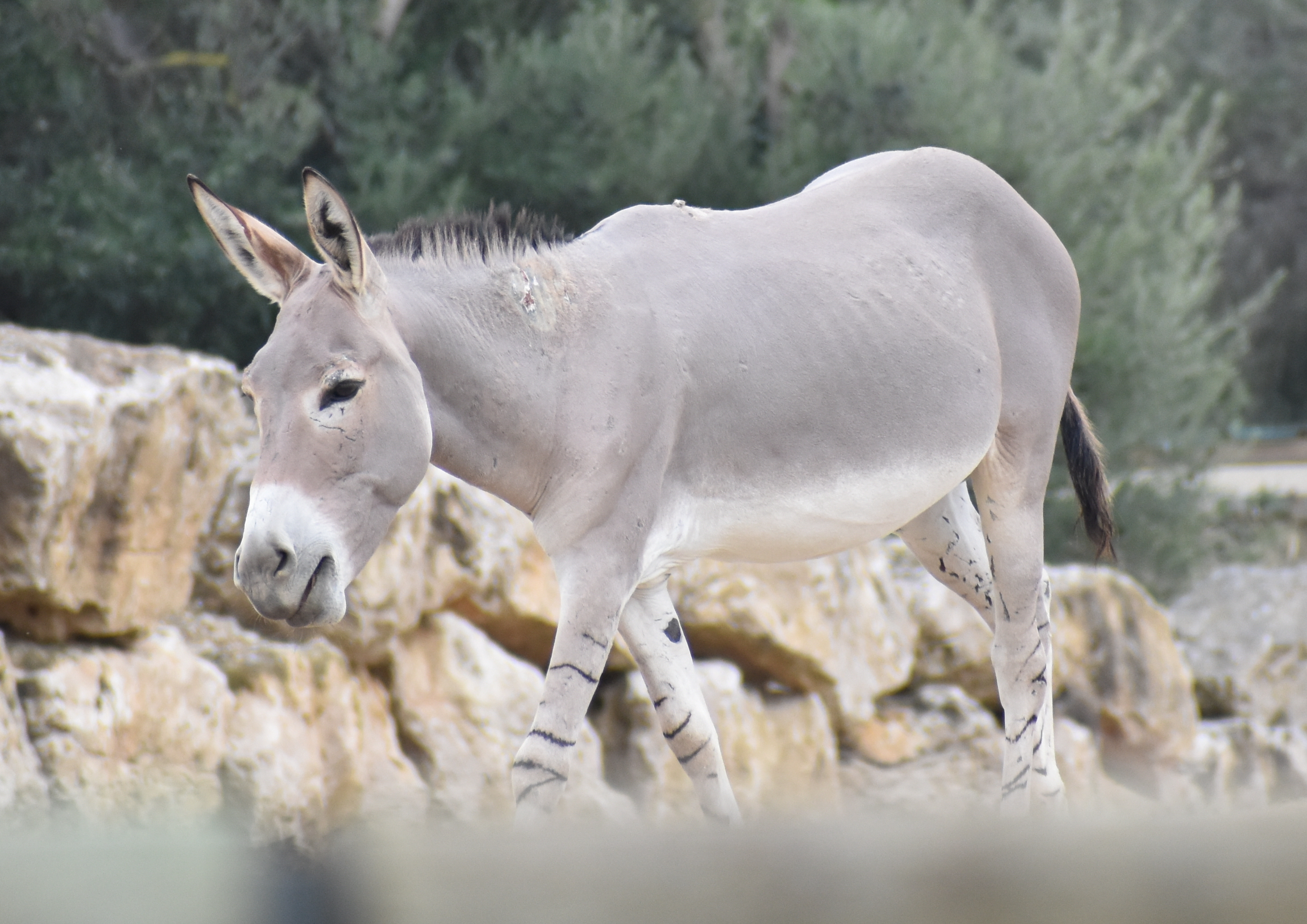
Une âne sauvage d'Afrique de la réserve africaine de Sigean, en France.

La couverture végétale du pays était autrefois plus dense mais en raison du faible taux d'accessibilité à l'électricité dans les zones rurales, les populations locales ont rasé des forêts pour se chauffer au bois. De plus, certaines zones forestières furent coupées au détriment de l'expansion des terres agricoles et de l'urbanisation. Cette destruction de la biodiversité est une menace pour les animaux, notamment pour l'âne sauvage d'Afrique. Certaines zones déboisées se recouvrent d'un couvert herbeux dense, comme au nord de Massaoua, avec la présence du criquet pèlerin.
Ce retrait du couvert végétal est accentué par la répartition inégale des précipitations que connait le pays. Cette inégale répartition a également un impact important sur la gestion des ressources en eau puisque certaines régions se retrouvent dépendantes des sources d'eau souterraines qui sont alors surexploitées (et qui sont affectées de façon endémique par la fluorose et par une infiltration de produits pétroliers et chimiques dangereux), surtout dans les zones arides du pays, dans les plaines et sur la côte. Cette mauvaise gestion de l'eau rend le développement agricole durable difficile dans les plaines, surtout quand le réseau d'irrigation est rarement existant. Il faut ajouter à cela la pollution de l'eau à la suite de l'absence d'un traitement de l'eau usée et l'utilisation d'engrais pour l'agriculture pour accentuer la problématique de l'eau. Mais depuis quelques années, le pays de la Corne africaine construit différents barrages et retenues d'eau facilitant un début de gestion de l'eau pour l'agriculture et les populations locales. Il faut par exemple citer la présence en tant qu'observateur de l'Érythrée dans l'organisation régionale Nil Basin Initiative (NIB) pour se rendre compte que le pays fait des efforts, une petite partie de son territoire étant situé dans le bassin du Nil,,.
Enfin, l'Érythrée fait face à un dernier grand problème environnementale : la protection de ses écosystèmes marins et côtiers. L'écosystème marin de la région est déséquilibré du fait de la pêche intensive en mer Rouge (mais pas dans les eaux territoriales de l'Érythrée), mettant en danger des espèces de poissons, et de la pollution marine (au plastique, par exemple), sans oublier le changement climatique et son acidification des océans, engendrant un blanchissement des coraux.

## Géographie humaine
L'Érythrée connait une grande diversité ethnique, linguistique et culturelle qui l'a influencé au cours de son histoire, notamment par des conflits. Son urbanisation est limitée aux quelques grandes villes comme la capitale, Keren, Massaoua et Assab et sa population est très inégalement répartie.

### Répartition et densité de la population
Avec une population comprise entre 3,7 et 6 millions d'habitants (décompte difficile par le manque de recensement récent dans le pays et par l'émigration), l'Érythrée a une densité de population comprise entre 35 et 50 habitants par km2. Cette densité cache une inégale répartition de la population : les hauts plateaux abyssins, avec les villes d'Asmara, la capitale, et Keren, ont une densité élevée de plus de 100 habitants par km2 ; les plaines occidentales et les côtes sont moins peuplée et, avec les villes de Massaoua et d'Assab, ont une densité de moins de 20 habitants par km2 tandis que les zones désertiques et arides sont très peu peuplées avec moins de 10 habitants par km2. Différents facteurs peuvent expliquer cette disparité de la population.
Par exemple, dans les hauts plateaux abyssins, la population bénéficie d'un climat tempéré et de précipitations importantes favorisant l'établissement humain et l'agriculture. Peuplée par l'ethnie Tigrinya, cette région abrite la capitale Asmara. Les plaines occidentales sont moins denses et subissent un climat semi-aride avec une végétation moindre, défavorisant l'établissement humain ; les ethnies Tigre, Kunama et Nara occupent ces terres, vivant d'élevage et d'agriculture. Enfin, la côte et la dépression de Danakil sont les zones les moins densément peuplées, pour cause son climat aride extrême, des températures très élevées et très peu de précipitations ; ce sont les Afars qui peuplent principalement cette zone avec deux pôles distincts : Massaoua et Assab.

Le pays est très peu urbanisé, avec deux tiers de la population qui vit en dehors des villes. Malgré tout, un quart de la population totale de l'Érythrée vit dans ou proche d'Asmara, la capitale. D'autres villes sont importantes : Massaoua, principal port du pays, Keren, près d'Asmara, est un pôle commercial et agricole et enfin Assab, le deuxième port du pays jouant un rôle stratégique important, dans le sud.

Villes importantes
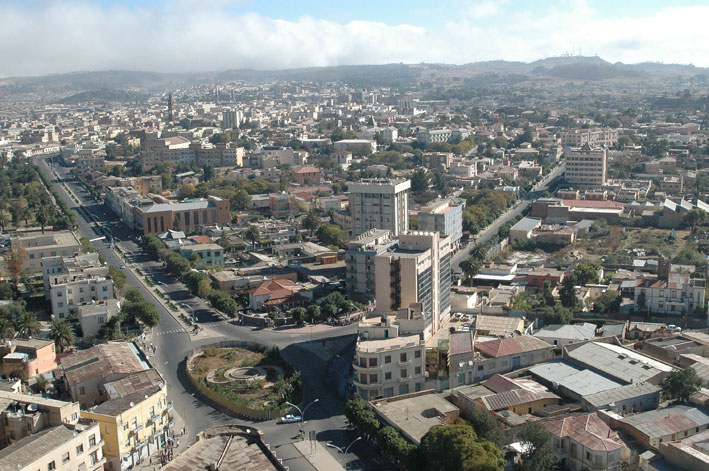
Asmara
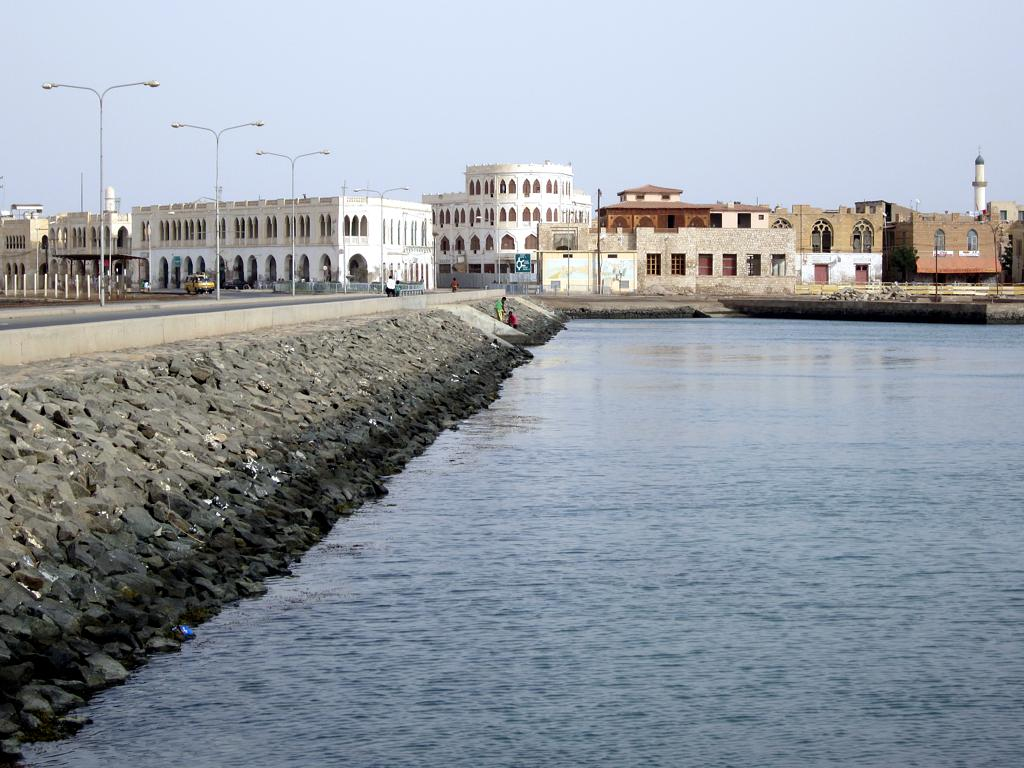
Massaoua
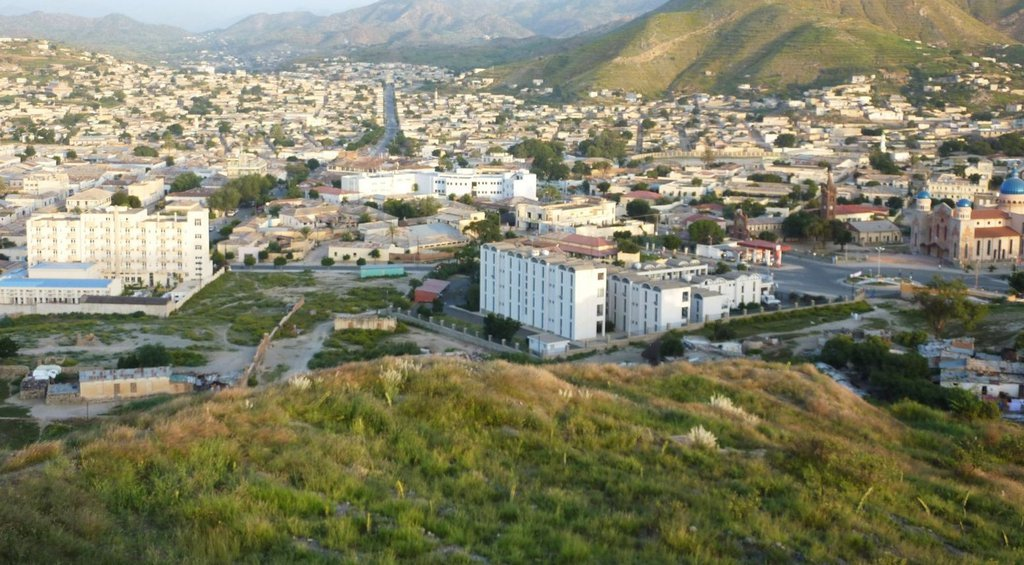
Keren
Assab

### Groupes ethniques et langues
La diversité ethnique et linguistique du pays est assez conséquente avec neufs groupes ethniques principaux donnant autant de langues et de cultures.

#### Groupes ethniques principaux

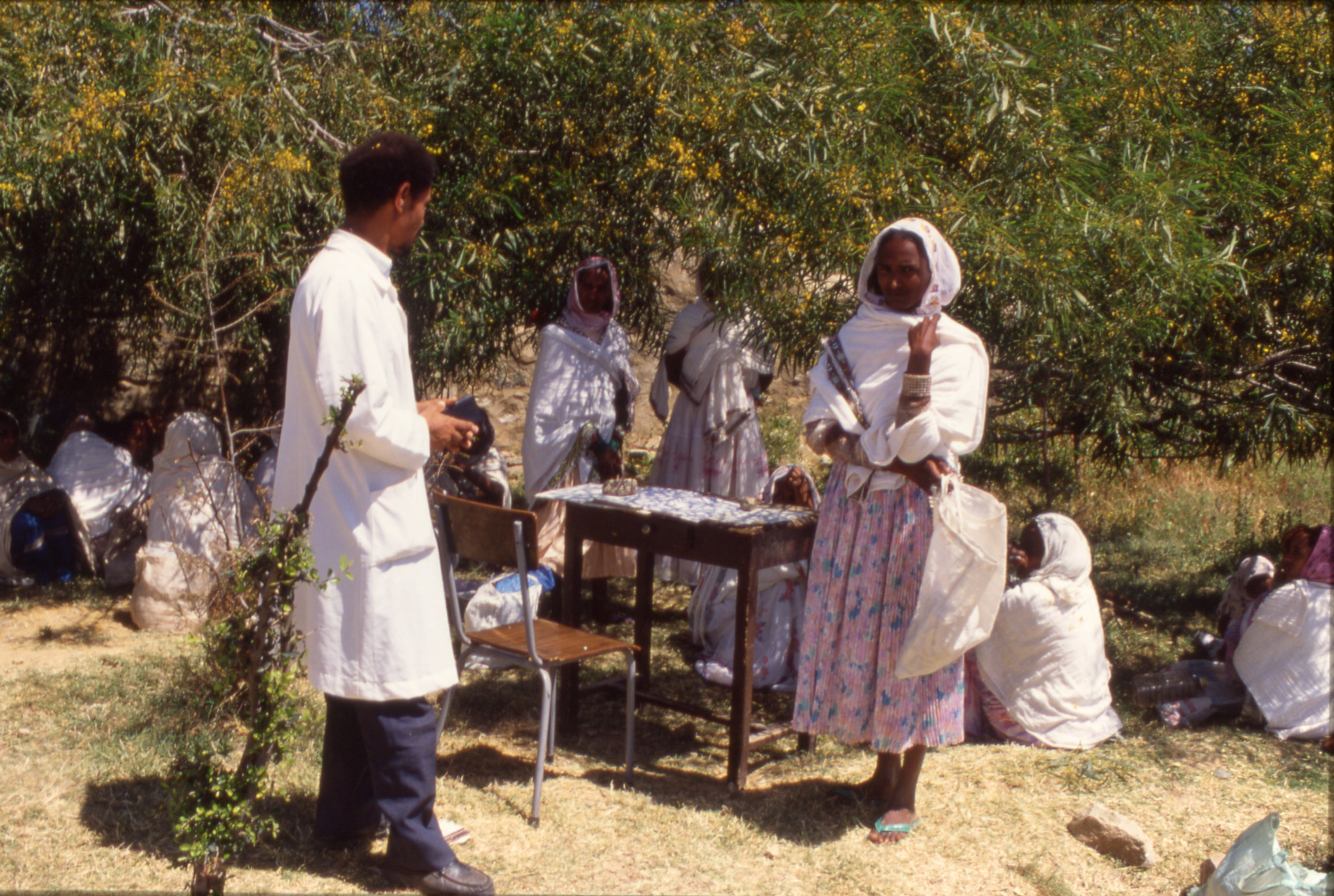
Un groupe de Tigrignas.

Les Tigrignas représentent le premier groupe ethnique du pays avec près de la moitié de la population lui appartenant. Ces agriculteurs et commerçants se situent principalement dans les hauts-plateaux abyssins, dans la capitale Asmara, à Dekemhare et à Mendefera. Majoritairement chrétiens orthodoxes de l'Eglise érythréenne orthodoxe, ils parlent le Tigrigna, une langue sémitique.
Les Tigrés représentent, eux, un tiers de la population et sont le deuxième groupe ethnique du pays. Ils habitent les régions du nord et de l'ouest du pays ; ils sont nombreux à Keren. Semi-nomades et éleveurs, ces musulmans sunnites parlent une langue orale sans écriture, leur pouvoir administratif étant alors fortement limité.

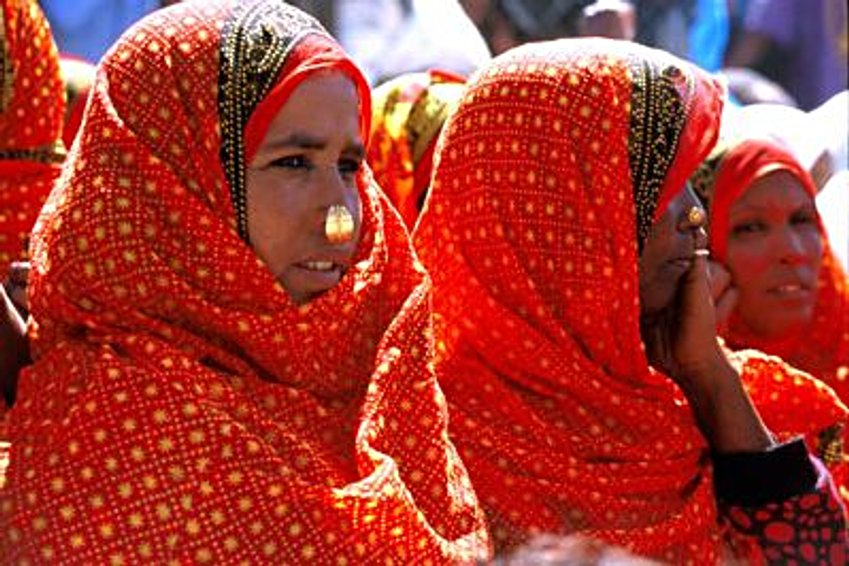
Un groupe de femmes de l'ethnie Saho.

Ensuite, ce sont des petits groupes ethniques qui composent le reste de la population ; en premier, les Sahos, moins d'un vingtième de la population, eux aussi musulmans et situés à l'opposé des Tigrés, dans le sud, près de la frontière éthiopienne et de la mer Rouge. Ils parlent une langue couchitique homonyme.

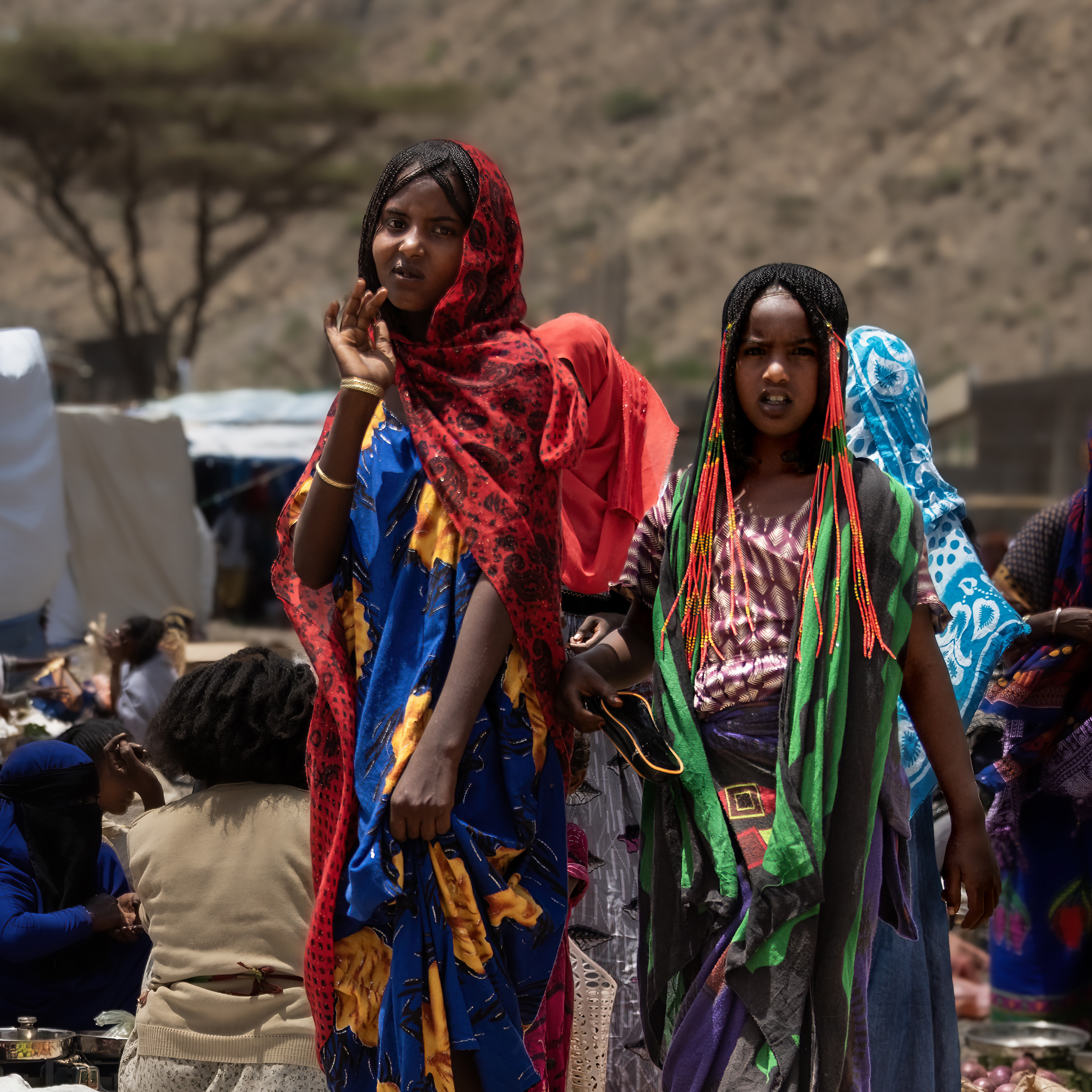
Des filles de l'ethnie Afar dans le nord de l'Ethiopie, à la frontière avec l'Erythrée.

Les Afars sont juste derrière ; ils habitent les régions du sud près de l'Ethiopie et de Djibouti et sont aussi musulmans (sunnites) et parlent leur langue, elle aussi couchitique.

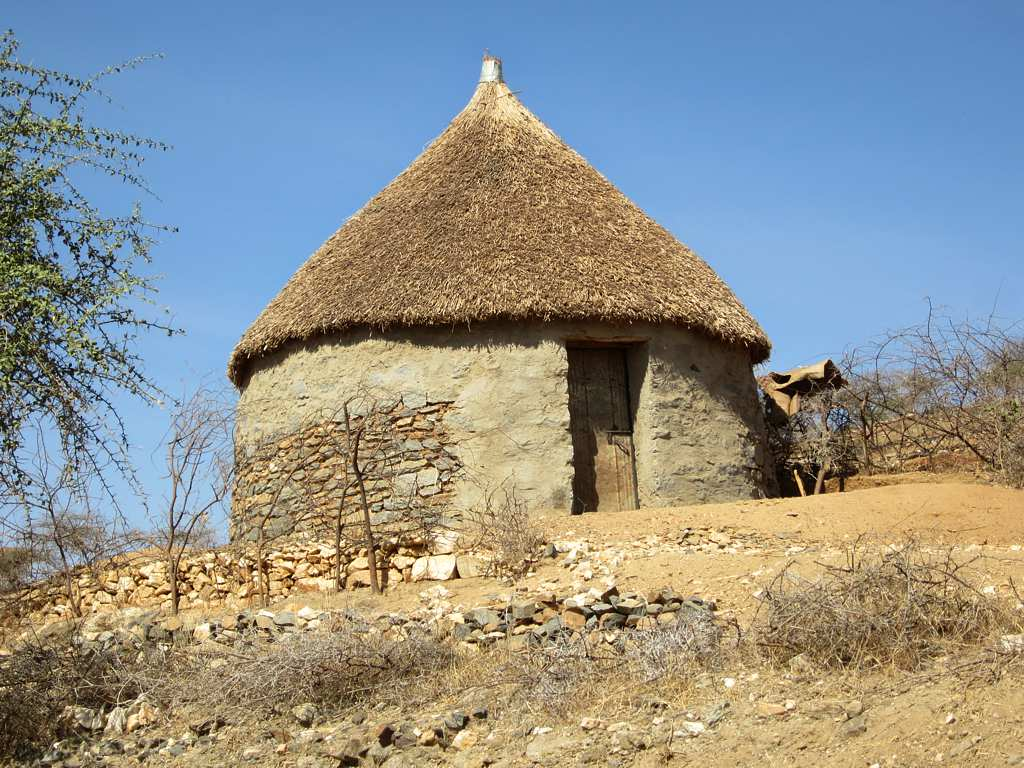
Une habitation traditionnelle de l'ethnie Bilen, dans la région de Keren.

Les Bilens sont eux originaires de Keren et de ses environs. Un multiculturalisme religieux est à la base de cette ethnie, avec des chrétiens catholiques et orthodoxes et des musulmans. Leur langue est couchitique avec une influence sémitique.
Les nomades commerçants avec le Soudan et l'Arabie saoudite, des musulmans sunnites, et parlant un dialecte bédouin sont les Rashaida ; ils ne sont pas originaires du pays mais sont arrivés d'Arabie vers le XIXe siècle.

Les Kunamas et les Naras sont les deux seules principales ethnies à parler une langue nilo-saharienne. Les premiers habitent la région de Barentu et sont animistes, chrétiens et musulmans tandis que les seconds habitent le nord-ouest du pays et sont musulmans sunnites.

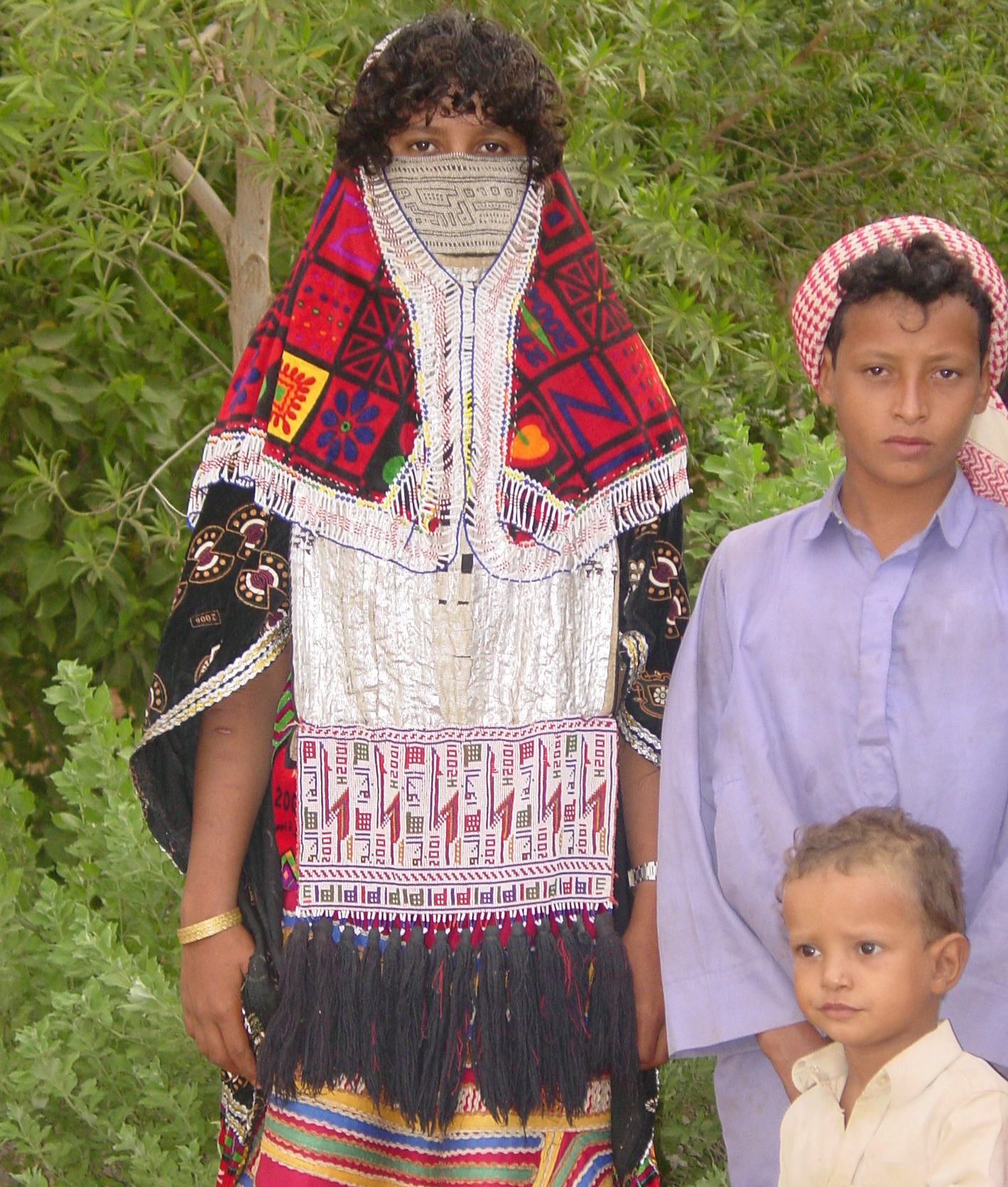
Une famille érythréenne de l'ethnie Rashaida.
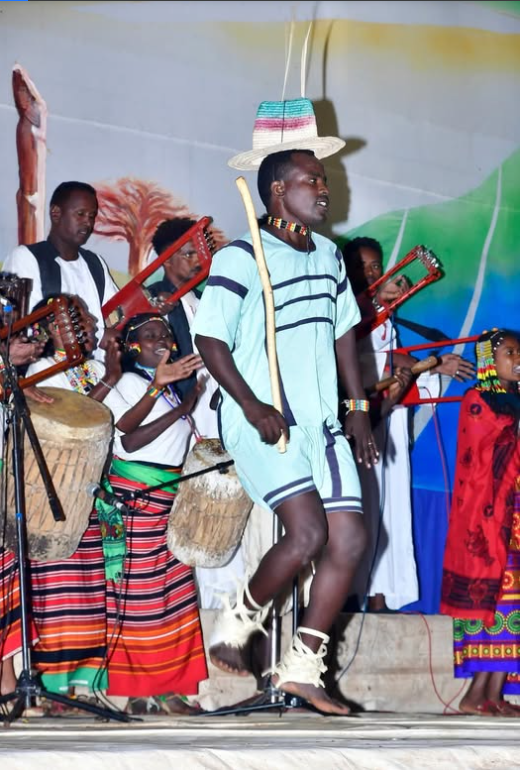
Un groupe de l'ethnie Kunama pendant une danse culturelle.
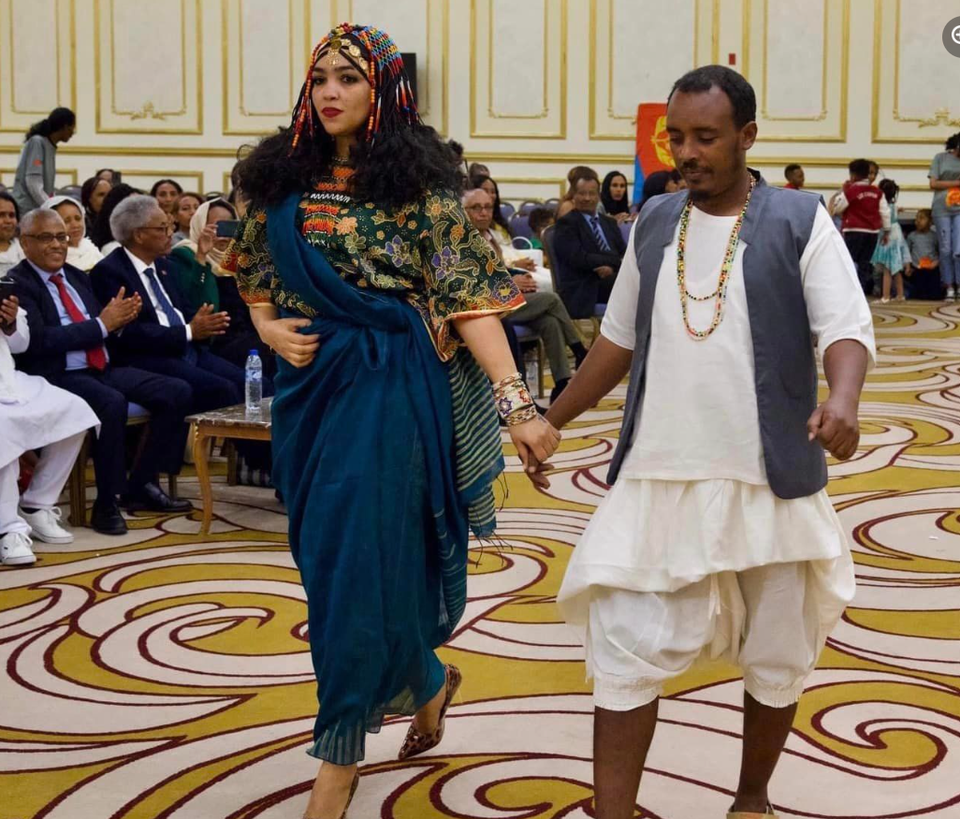
Deux représentants de l'ethnie Nara.
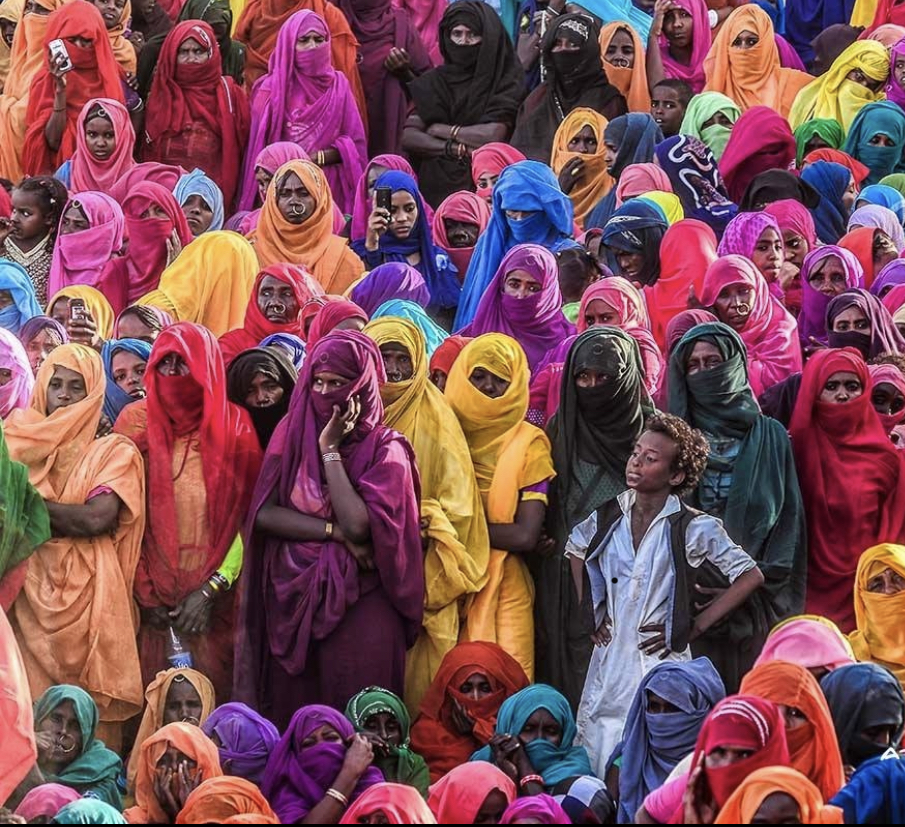
Un groupe de femmes de l'ethnie Bedja, au Soudan (pays où l'ethnie est majoritaire).

Enfin, les Bedjas habitent près du Soudan ; ce sont des éleveurs nomades pratiquant aussi le sunnisme.

### Occupation des sols
Exploitation du sol :
- terres arables : 12 %
- cultures permanentes : 1 %
- pâturages permanents : 49 %
- forêts : 6 %
- autres : 32 % (1998)

Terres irriguées : 280 km2 (1993)